# 国鉄185系電車
国鉄185系電車（こくてつ185けいでんしゃ）は、日本国有鉄道（国鉄）が設計・製造した直流特急形電車。

## 概要
東海道本線（以下、東海道線）で運用していた153系電車の置き換えを目的に導入され「特急形車両でありながら通勤通学輸送にも対応させる」という新しい試みの下で設計された。1982年（昭和57年）に高崎線等で使用されていた165系電車を置き換えるため耐寒耐雪装備や横軽対策を施した車両が増備され、1982年までに合計227両が製造された。
国鉄が最後に製造した特急形電車で、全車両が東日本旅客鉄道（JR東日本）へ承継された。1995年（平成7年）から2002年（平成14年）にかけて全車両のリニューアルが行われ、特急・ライナー列車を中心に運用された。2014年（平成26年）以降廃車が発生しており、2021年（令和3年）3月12日をもって定期運用を終了した。以降は団体臨時列車などで活躍を続けていたが、それも2024年12月15日をもって運行を終了した。

### 開発の経緯

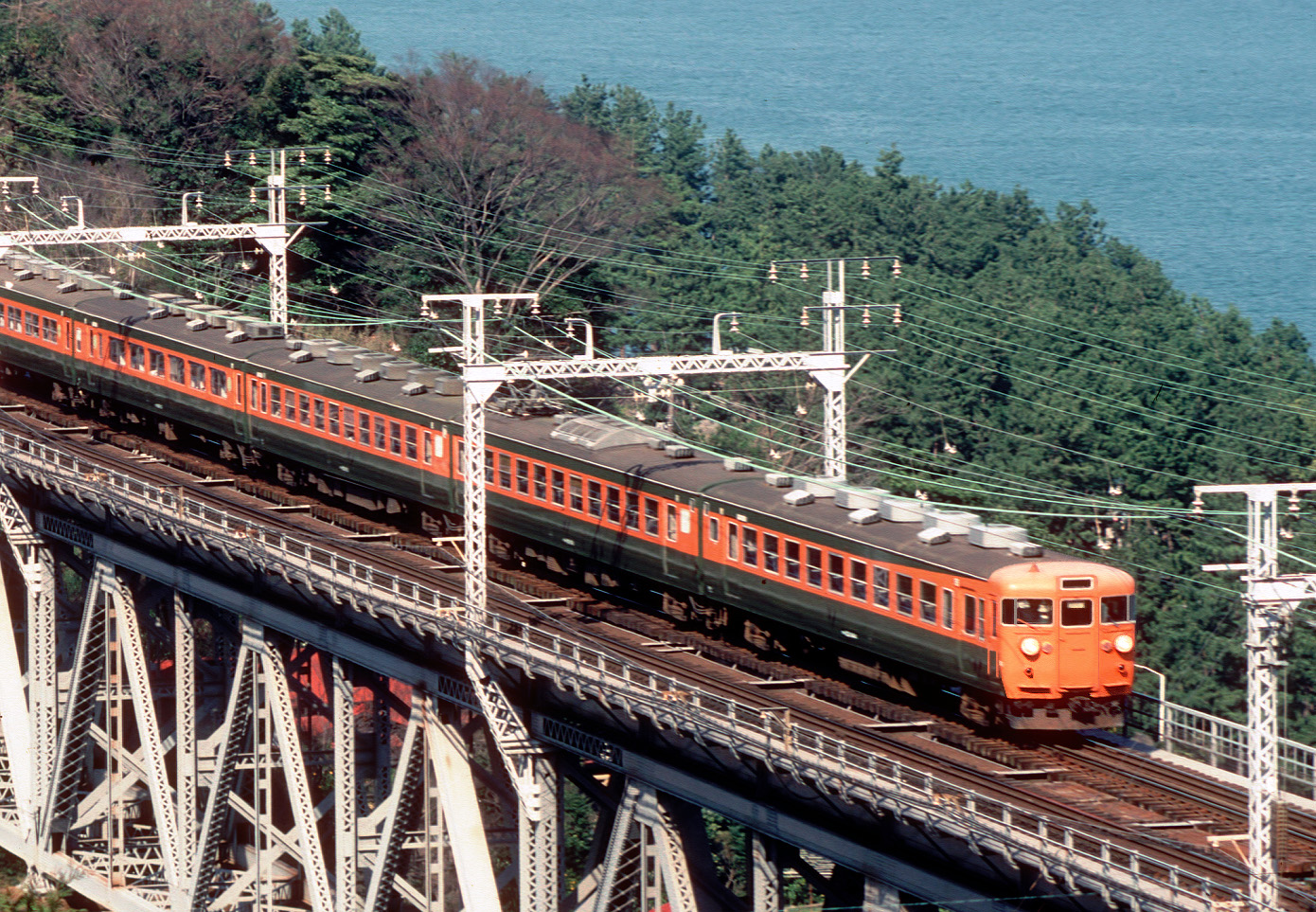
「湘南電車」に使用されていた153系電車

1970年代の東海道線では、153系電車が普通列車や急行列車「伊豆」に運用されていたが、1980年（昭和55年）時点で東海道線で運用されていた153系電車197両のうち160両は製造から19年以上が経過しており、伊東線や伊豆急行線といった相模湾沿いの路線を走行することもあって、塩害などによる経年劣化が深刻な状況となっていた。
これに対して国鉄東京南鉄道管理局は、153系電車に代わる新型車両を立案したが、車両の運用効率を向上して置き換える車両数を抑制するため、153系電車と同様に東海道線の通勤用としても供用可能とする必要があった。この時点では特急への格上げは考慮せず、急行「伊豆」の置き換えを命題に構想した車両仕様は「普通列車に使用できるように両開き扉を2箇所に配置し、デッキがない転換クロスシート車」であった。この特徴を備えた車両として、1979年（昭和54年）には京阪神地区に117系電車が投入されていたが、のちに構想が見直され、通勤需要を考慮しながらも711系電車やキハ48と同様にデッキによる居住性の向上が不可欠と判断され、117系電車を基にしつつデッキを設置するとともに客用扉を車両両端に寄せ、扉自体も1,000mm幅の片引扉に変更された。
車両の構想がまとめられた頃、営業部門から急行「伊豆」の特急列車への格上げを求める意向が提示され、新型車両は急行を特急に格上げするための車両として製造し、車両のカラーリングは斬新なものを導入するが、ストライプ塗装に至るまでにはいくつもの試案があった。こうして、185系電車は国鉄では初めての試みとなる「特急用と通勤用に供用可能」な新型車両として開発された。
本節では、0番台（基本番台）登場当時の仕様を基本として、耐寒耐雪仕様など増備途上での仕様変更は個別に記述する。更新による変更は沿革で後述する。
| 走行音 | JR東日本 185系特急形電車 3723M湘南ライナー3号 東京－大船間 9号車 モハ185-5 |

| 作者 | spaceaero2 |

## 構造

### 車体
クハ185は車体長19,850 mm・全長は20,280 mm、それ以外の形式は車体長19,500 mm・全長20,000 mmで、いずれも車体幅2,900 mm・最大幅2,946 mmの普通鋼製車体である。車体断面は先行した117系電車と同様で、それまでの特急形車両とは異なっている。
| 0番台緑の斜めストライプ3本  |  | 200番台緑の横帯  |
| 0番台 緑の斜めストライプ3本 |  | 200番台 緑の横帯 |

塗装は、従来の国鉄特急形車両はクリーム4号を基本に赤2号の横帯を入れていたが、185系電車では車体のベース色を「太陽光」をイメージしたクリーム10号とした上で、「伊豆の木々の緑」をイメージした緑14号の帯を右下がり60度の角度で3本配した。帯の幅は向かって左側から4:2:1の比率になる1,600 mm、800 mm、400 mmとそれぞれ幅を変え変化をもたせた。当時の国鉄としてはきわめて珍しい軽快なイメージの塗り分けであると評する文献もある。塗装デザインを考慮し、0番台車両は側面の車両番号表示を従来の位置から移動して、緑色帯との干渉を避けている。200番台は初期に投入され、大宮駅暫定開業だった東北・上越新幹線と接続する上野 - 大宮間「新幹線リレー号」としての運用が主目的であることから、地色はクリーム10号で同一だが、側面窓下に300 mm幅で緑14号の横帯を配し、東北・上越新幹線用200系電車に寄せたデザインとしている。
| 0番台のタイフォン |  | 200番台のタイフォン |
| 0番台のタイフォン |  | 200番台のタイフォン |

先頭部の形状は既存の特急形車両のようなボンネット形や月光形ではなく、117系電車を基本としてやわらかな雰囲気を与えるために丸みを持たせ、前面窓の下に緑14号の帯を入れて前面窓を大きく感じさせることを企図した。側面の乗務員室窓下にステンレスの切り抜き文字でJNRマークを配したが、200番台は緑14号のフィルムとし、貼付位置も客室側面窓上部に変更された。連結器上に警笛としてタイフォンが設けられているが、走行線区の気象条件の違いにより、東海道線・伊東線などの温暖地向け0番台は着雪の心配がないため格子状のカバーだが、高崎線・上越線などの寒冷・積雪地を走行する200番台は、冬季のタイフォンへの着雪を防ぐために耐雪カバーが設けられており、外観で識別できる。
車体は省力化対策の一環として外板に耐候性鋼板を使用し、外板下部400 mmと戸袋部分、洗面所周り、便所部分などの腐食しやすい部位はステンレス鋼を多用して対策としたほか、雨樋はガラス繊維強化プラスチック（FRP）製とした。屋根はビニール張りではなくウレタン樹脂塗料を使用した塗り屋根で、客用ドアや運転席前面の窓は、Hゴムを使用せずにアルミニウム合金やステンレスの押え金で取り付け、コーキングを施した。0番台は側板の構体厚さが普通車で90 mm、グリーン車で60 mmとなっているが、200番台は普通車で95 mm、グリーン車で65 mmと厚くして断熱効果の向上を図っている。
| 普通車出入台は2か所で窓は2個1組  |  | グリーン車出入台は1か所で単独窓  |
| 普通車 出入台は2か所で窓は2個1組 |  | グリーン車 出入台は1か所で単独窓 |

側面客用扉はグリーン車のサロ185を除き片側2か所とし、各車両の両端部に仕切り扉付きの出入り台（デッキ）を配置した。客用扉の開口幅は、従来の特急形で標準の700 mmとせず、急行形や一部の近郊形と同様の1,000 mmとして円滑な乗降を図った。側面窓は、普通列車運用を考慮して開閉式とし、特急のイメージを維持するため、117系電車のような2段窓ではなく最大開口部寸法を400 mm確保したアルミニウム合金製の1段上昇窓を採用し、開閉を容易にするためバランサーを内蔵させた。グリーン車の外窓枠は、普通車の銀色に対してレモンゴールドに着色した。普通車は726.5 mm幅を2個1組（座席2列分）とし、グリーン車は975 mm幅の単独窓である。

### 内装

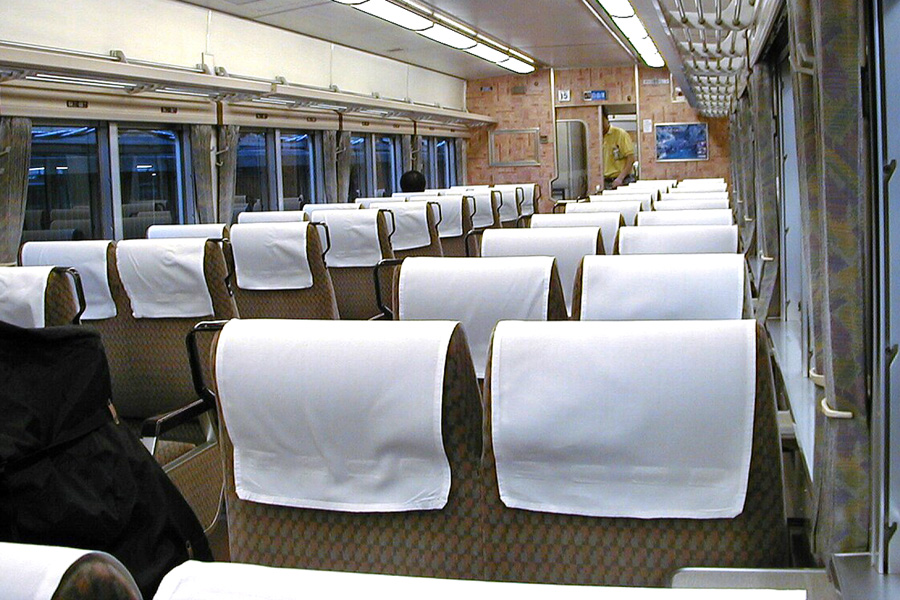
リニューアル前の普通車（転換クロスシート）
1999年6月

普通車の配色は、軽快な雰囲気とするために明るい暖色系を基本に、天井はチェック模様、側内張りは布目模様、室内妻板はコルクモザイク模様とし、カーテンは緑の横縞模様とした。グリーン車は落ち着いた雰囲気とするため、側内張り・室内妻板ともにベージュと茶色の革絞模様、窓枠と内帯はレモンゴールドとし、カーテンはベージュを基調とした金色の波模様とした。側面窓を開閉式にしたことに伴い、従来の特急形車両のように横引カーテンだけでは窓を開けた際に問題が生じるため、普通車・グリーン車とも巻き上げカーテンを併設した。
出入台との仕切り扉は、従来車両は扉幅は820 mmでありながら、引き戸の把手の分を引き残すために実質的な有効開口幅は700 mmであったが、185系電車の普通車は、戸柱部分に切り欠きを設けて把手部が入り込むことで実質有効開口幅を770 mm確保し、乗客の流れが円滑になるようにした。扉自体はフットマット式スイッチを使用した自動扉だが、客室扉上部に手動切り替えボタンを装備しており、乗務員室のスイッチ装置でも切り替えできる。
従来の特急形車両は普通車の座席に簡易リクライニングシートを採用していたが、185系電車は通勤電車としての使い勝手も考慮し、こげ茶色のモケットを使用した転換クロスシートを910 mmのシートピッチで配置した。この座席は117系電車のW-12形座席と同一機構だが、幅を30 mm縮小して僅かながら通路幅を拡大し、背ずりの枕部分を分割形として座り心地やメンテナンス性の改善を図ったW-17形である。グリーン車は赤色のモケットを使用したリクライニングシートで、キロ182に使用されているものと同じR-27B形を1,160 mmのシートピッチで配置した。
クハ185・モハ184・サロ185は車端部に便所と化粧室を設けた。便所はFRP製のユニットとしたが、完全密封タイプとして便所回りの水がユニットの外にこぼれない設計とすることで腐食防止対策の一環としたが、地上処理施設の関係から汚物処理装置は準備工事のみであった。200番台では妻面に換気用の小窓が設けられている。便所は登場時は全て和式であったが、のちに一部が洋式に改造されている。

### 主要機器
電装品や台車は、基本的に117系電車で採用したものをそのまま踏襲した。
主電動機は出力120kWのMT54D形直流直巻電動機を採用し、各電動台車に2基ずつ装架した。主回路制御装置は電動カム軸接触器式の制御装置であるCS43A形を採用。歯車比は17:82（4.82）で、当時の使用線区は最高速度が110km/hで高速性能に重点を置いても効果が少なく、通勤時の稠密なダイヤに対応するため加減速性能に余裕を持たせるため、近郊形電車と同様とした。
| MT54D形電動機 |  | DT32H形台車 |
| MT54D形電動機 |  | DT32H形台車 |

台車は、動力台車がDT32H形、付随台車がTR69K形で、いずれも117系電車で採用実績のある空気ばね台車を採用。先頭台車のスノープロウは、0番台は暖地向けのため省略するが、200番台は装備する。制動装置は、応荷重装置付発電ブレーキ併用電磁直通空気ブレーキ（SELD） を採用した。
集電装置は、菱形のPS16形をモハ185の前位車端部に設置した。200番台はばねにカバーを設けたPS16J形とした。冷房装置は、普通車に通勤時間帯を考慮して通勤車両と同様の集中式冷房装置で冷房能力42,000kcal/hのAU75C形を採用し、グリーン車はラッシュ時でも定員乗車と考えて冷房能力28,000kcal/hのAU71C形集中式冷房装置を搭載した。200番台の2次車は普通車の冷房装置を省エネタイプのAU75G形に変更した。117系電車に続いて新鮮外気取入送風機を採用した。
補助電源装置は、国鉄の電車で初採用のブラシレス電動発電機（MG）で出力190 kVAのDM106形をモハ184に搭載した。電動空気圧縮機は、0番台でモハ184とサハ185ではC2000M形を、モハ184-200で誘導電動機を使用した除湿装置付きのC2000M形を採用した。
0番台は153系電車との連結を考慮し、クハ185は本来のKE96形ジャンパ連結器のほかにKE64形ジャンパ連結器を2基装備した。200番台は165系電車との連結に対応させ協調継電器箱を165系電車用に変更したほか、KE64形ジャンパ連結器の線番号を変更した。

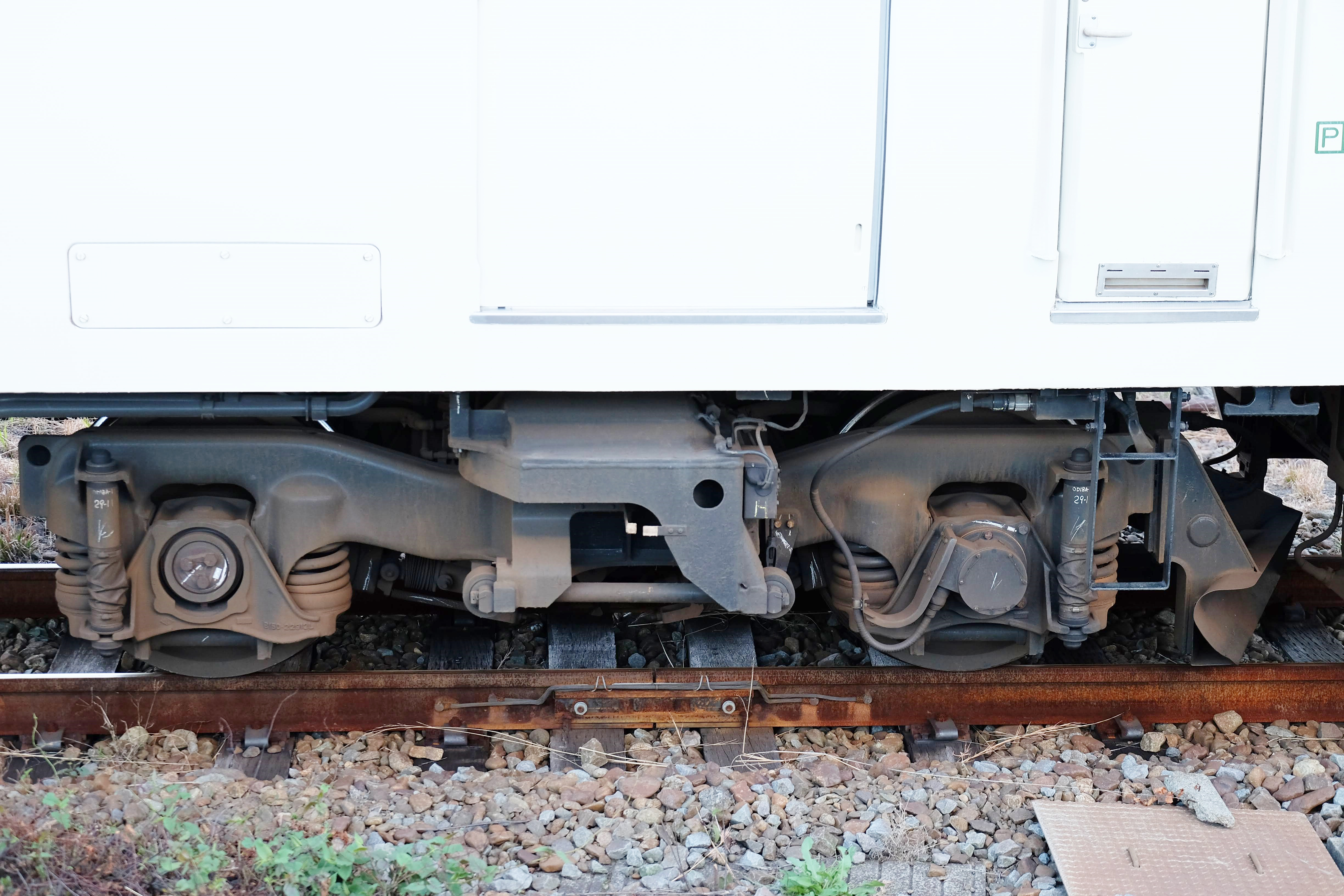
185系200番台のスノープロウ
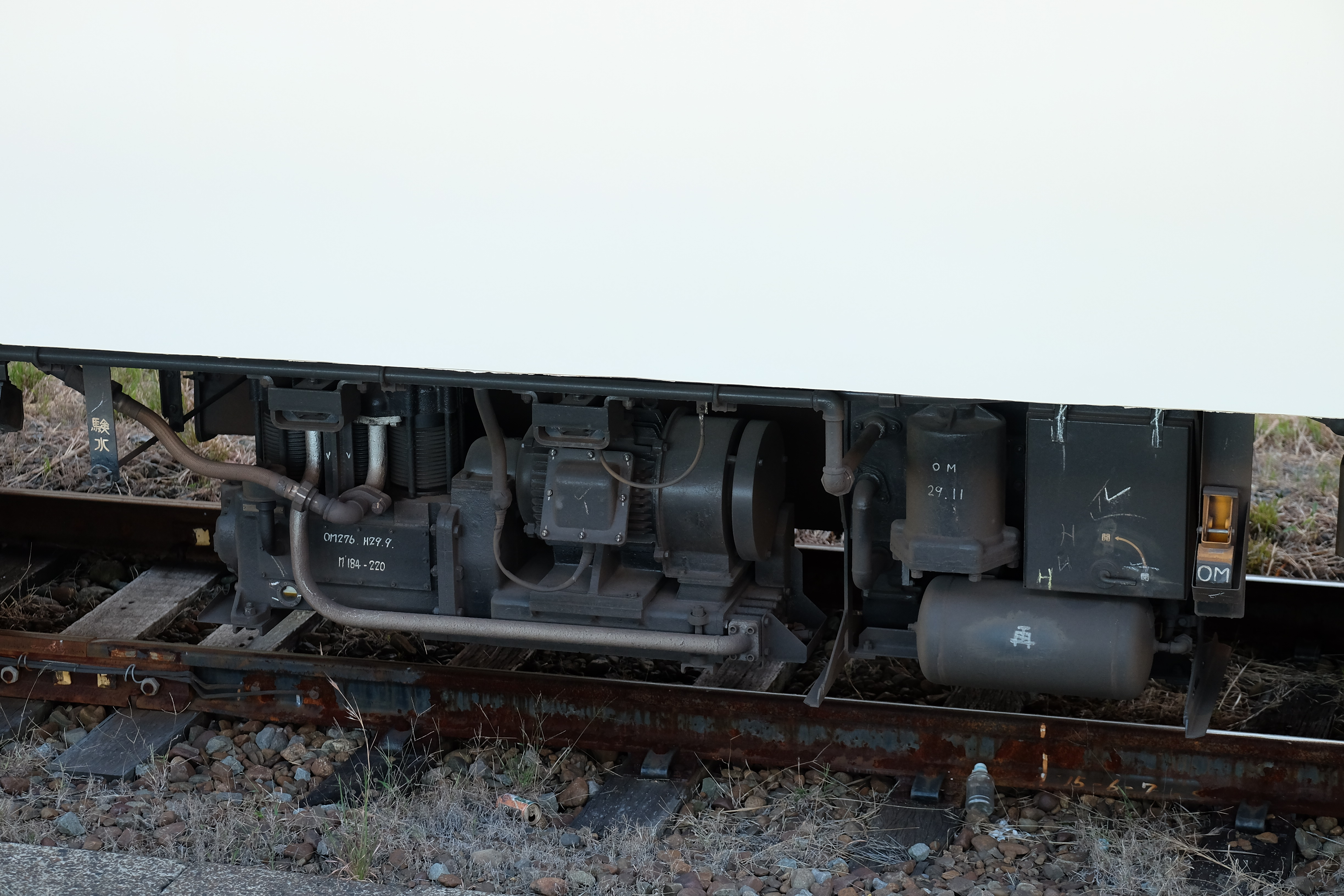
MH3075A-C2000M

### 横軽対策
200番台に施工された横軽対策で、前述の点も含めて以下に列記する。
空気ばねパンク装置横川と軽井沢間でEF63重連に連結時に、空気ばねを脱気する装置を搭載した。
車掌弁増設軽井沢側の先頭車（クハ185形200番台）に増設した。
台枠と連結器周りの強化EF63重連との連結を考慮した。

## 形式
185系電車は0番台（基本番台）に10両・5両編成が存在し、耐寒耐雪仕様の200番台は7両編成で組成されており、系列中に5形式が存在する。編成は編成表に詳述した。
クハ185編成両端の先頭車となる制御車で、下り向き先頭車（T'c）が0番台・200番台（耐寒耐雪仕様）、上り向き先頭車（Tc）が100番台・300番台（耐寒耐雪仕様）。0番台・100番台が15両ずつ、200番台・300番台が16両ずつ製造された。排障器（スカート）は最初は小形タイプのものが装着されていたが、2010年度に強化型の大型タイプのものに交換された。
モハ184中間電動車（M'）で、室内照明や冷暖房などのサービス用補助電源装置を搭載する。0番台が31両、200番台が32両製造された。
モハ185モハ184と電動車ユニットを構成する中間電動車（M）で、集電装置と主制御装置を搭載する。便所・洗面所の設備は省略。0番台が31両、200番台が32両製造された。
サハ185編成中間に組み込まれる付随車で、便所・洗面所の設備は省略。0番台のみ7両製造された。
サロ185編成中間に組み込まれる付随車（グリーン車）で、乗務員室と車内販売準備室を備える。この形式のみ出入台は片側1箇所のみ。0番台・200番台とも16両ずつ製造された。

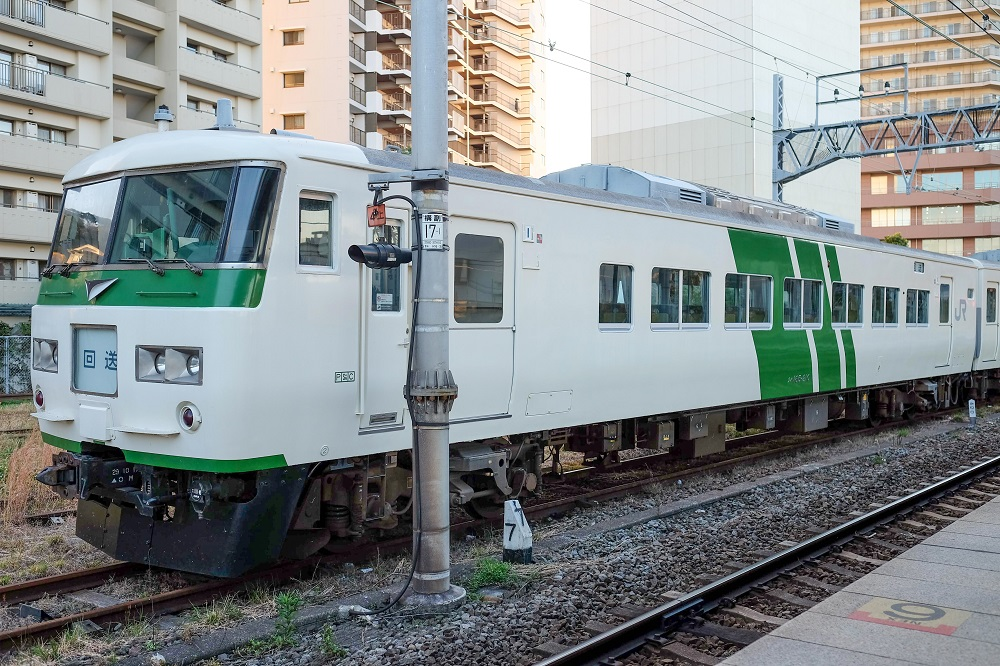
クハ185
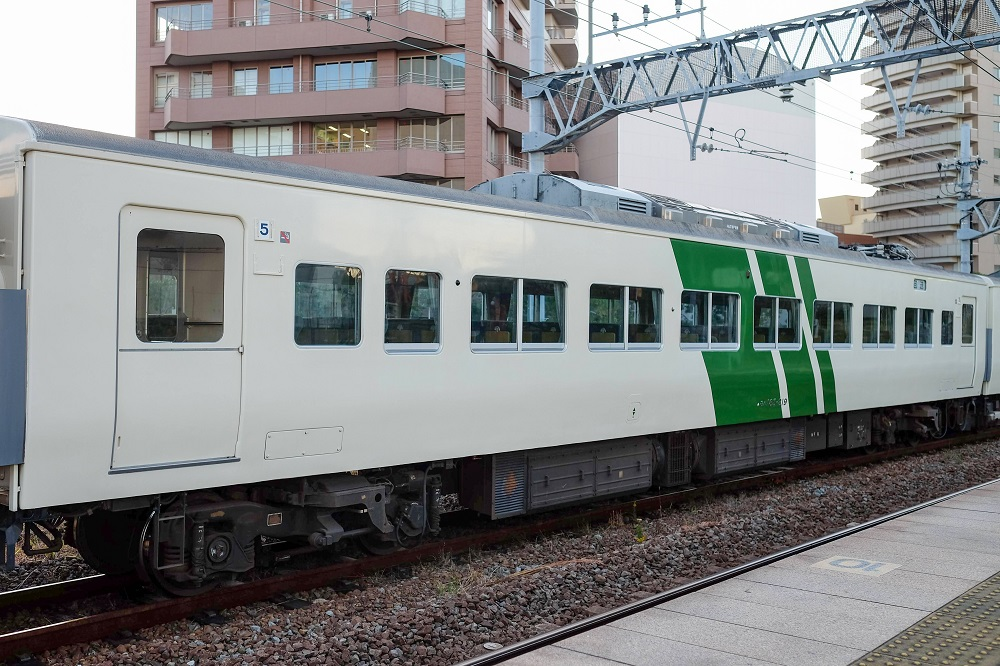
モハ185
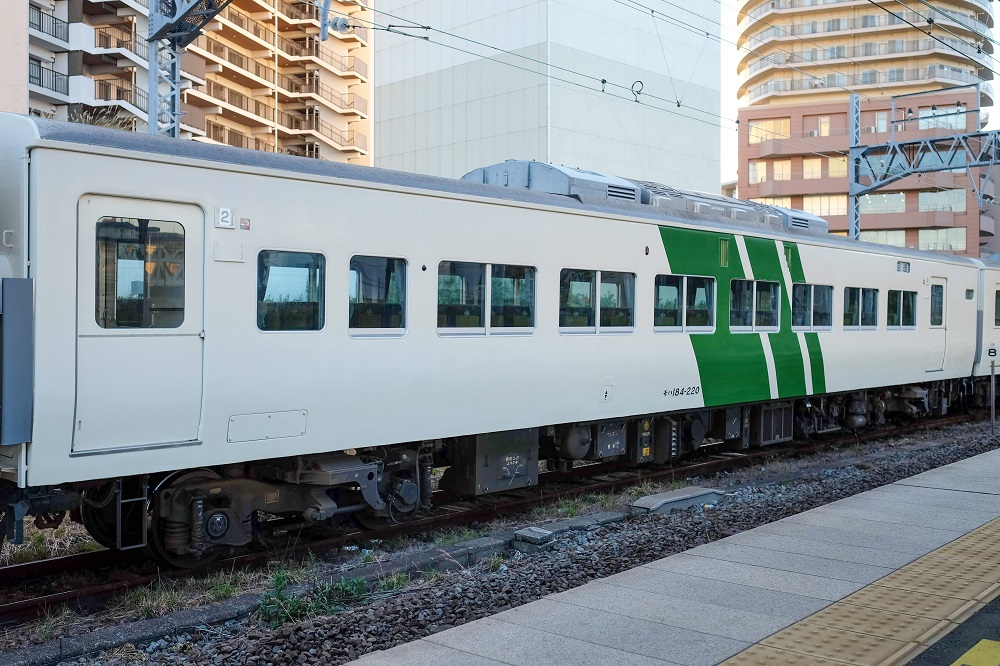
モハ184
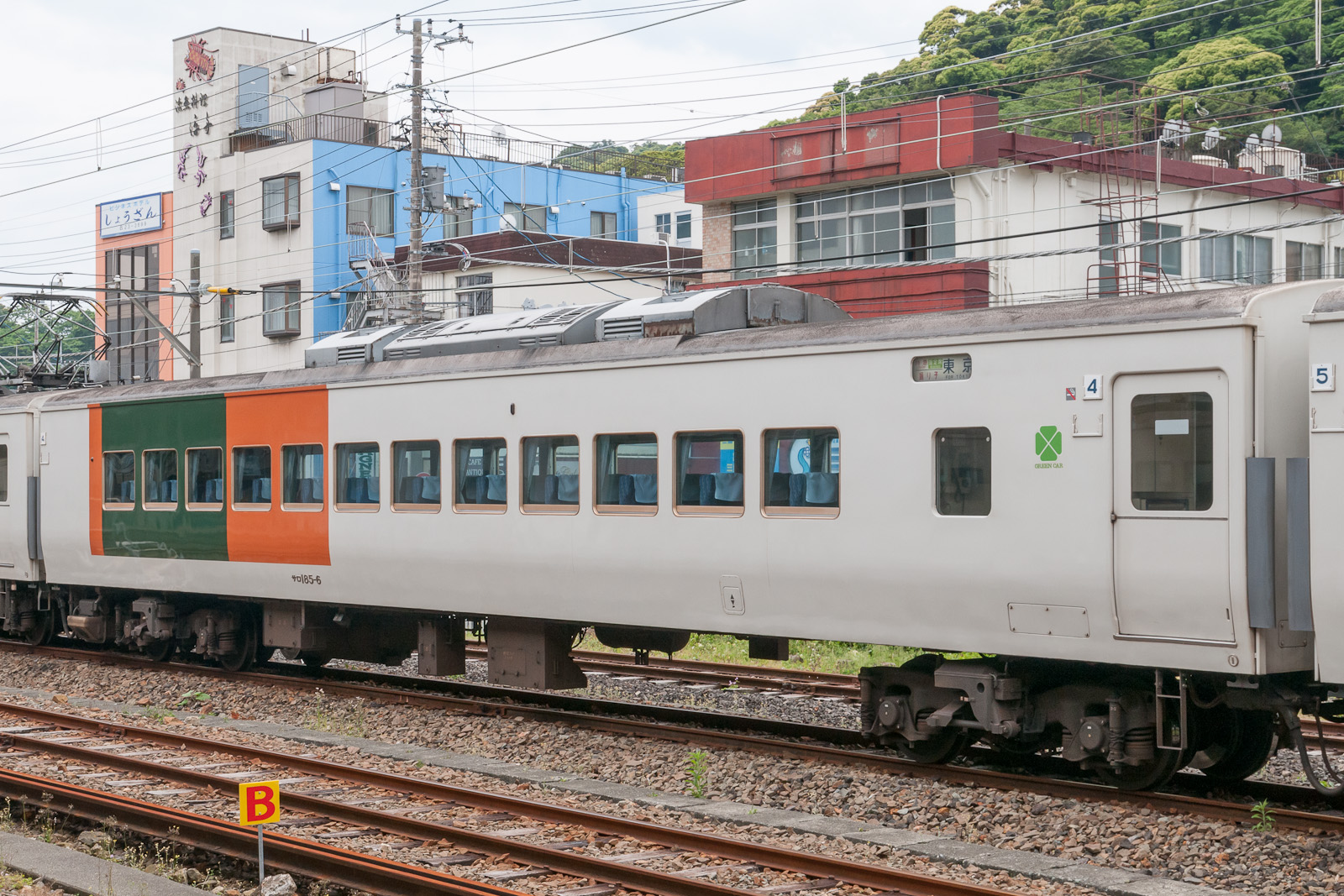
サロ185

## 運用

### 運用開始・東海道線153系電車を置き換え
| 急行「伊豆」 |  | 153系電車との連結運用 |
| 急行「伊豆」 |  | 153系電車との連結運用 |

1981年（昭和56年）1月から順次田町電車区に配置された。同年3月26日より、153系電車の付属編成を置き換える形で運用が開始されたが、特急形車両でありながら初運用は普通列車であった。急行「伊豆」は翌々日の3月28日から使用された。これらの運用途上では153系電車と連結して運用されることもあった。
同年7月までに0番台の115両が出揃い、1981年（昭和56年）10月1日ダイヤ改正からエル特急「踊り子」7往復と、朝夕の普通列車10往復で運用が開始されたが、この時点では特急「あまぎ」に使用されていた183系電車を「踊り子」3往復に運用していた。153系電車の運用のうち、普通列車のみの運用は113系電車が82両製造されて置き換えられている。
明るいカラーリングによる新鮮なイメージは利用客に好印象を与えたが、急行の全廃により特急を利用せざるを得なくなり、実質的な値上げとする意見に加え、ラッシュのピーク時間帯を外れても、2扉デッキ付き車両の普通列車運用は遅延を招いていた。当初の目論見とは異なり、185系電車が登場した頃は、既に東海道線で2扉デッキ付き車両による通勤輸送は困難であった。

### 新幹線リレー号への投入と165系電車の置き換え

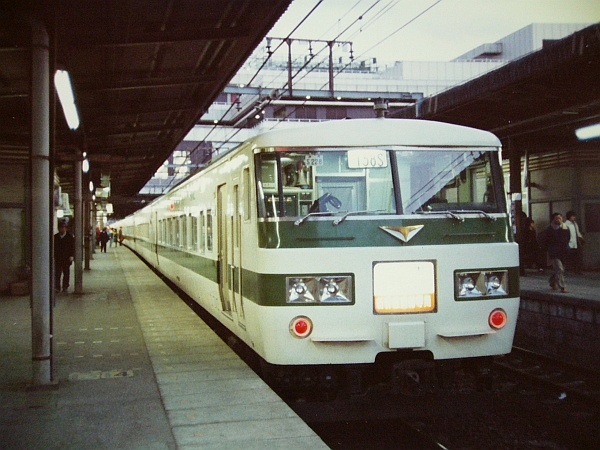
新幹線リレー号

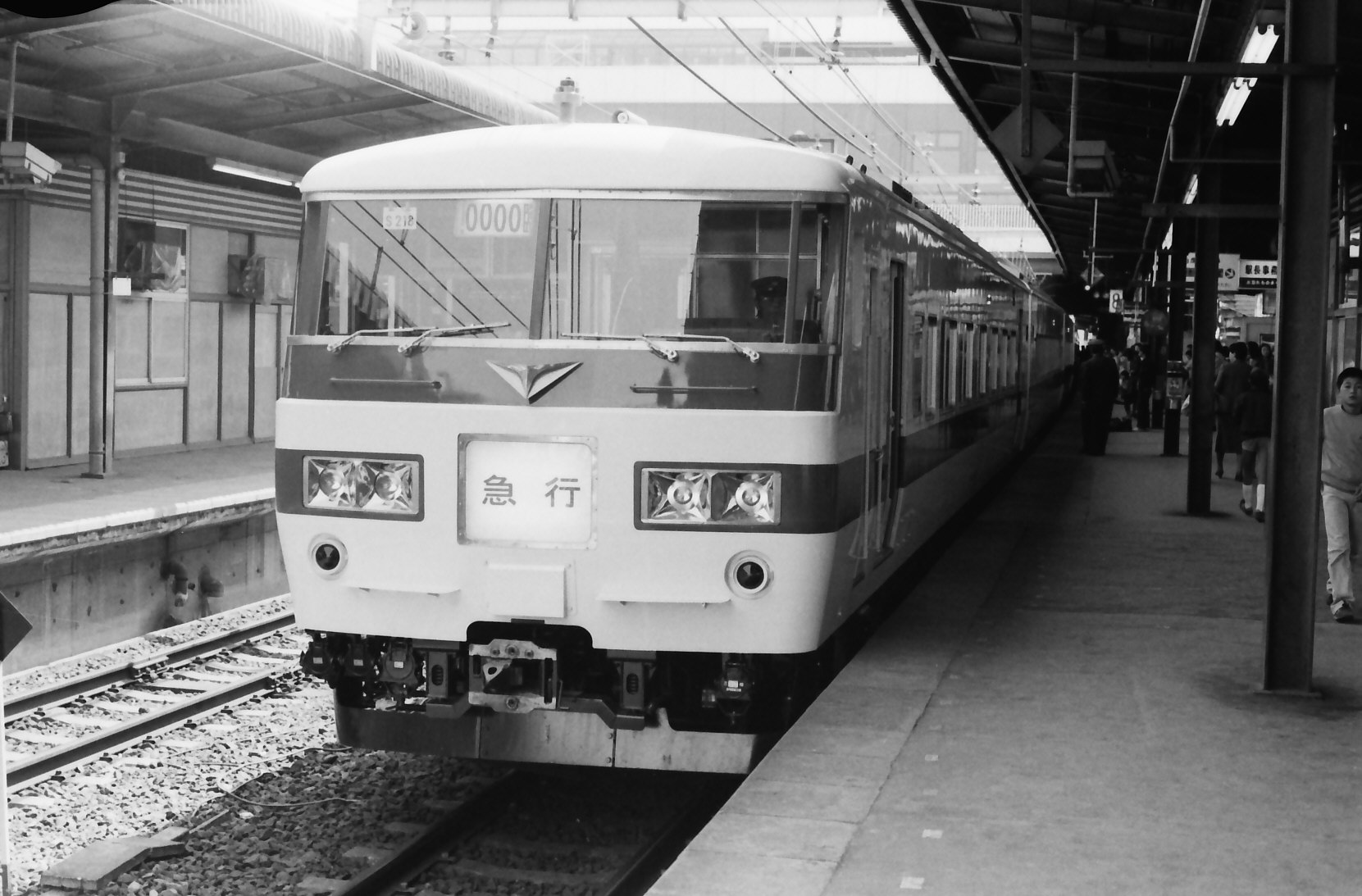
新製当時の急行運用

高崎線で運用されていた165系電車を置き換えるため、1981年（昭和56年）末から185系電車を63両製造することになった。この時の車両は、置き換えの対象となる165系電車の運用を考慮して耐寒耐雪装備や横軽対策が施され、200番台として区分された。200番台は新前橋電車区に配置され、1982年（昭和57年）3月10日ダイヤ改正から165系電車の運用に投入を開始し、急行「あかぎ」で運用を開始、増備とともに急行「ゆけむり」「草津」「軽井沢」や普通列車で運用された。この年の8月16日に特急「白根」4号・5号に200番台が運用されたが、これが200番台で初の特急運用となった。
国鉄は東北・上越新幹線の建設を進めていたが、上野から大宮までの区間において用地買収が難航したため「1982年（昭和57年）春に大宮を起点とする暫定開業」を1980年（昭和55年）12月に決定していた。この暫定開業時に上野と大宮の間で新幹線連絡専用列車を運行することとなり、この連絡列車にも185系電車を充てることになり、200番台は49両が追加製造された。会計検査院は「東北新幹線が東京まで乗り入れた場合は185系電車は余剰となる」と反対したが、「新幹線接続という一体感」のある新車による輸送サービスは最低限必要で、新幹線開通後の185系電車は近距離特急に使用する予定、と説明して会計検査院の説得に半年を要した。1982年（昭和57年）6月23日の東北新幹線開業と同時に185系電車200番台を使用した「新幹線リレー号」の運行が開始され「やまびこ」4往復と「あおば」6往復が設定されて各列車に接続する運行体制であった。
同年11月15日の上越新幹線開業から新幹線リレー号は28往復に増発され、同時に特急「谷川」「白根」「あかぎ」に加え、一部の普通列車でも運用が開始された。普通列車では、信越本線高崎 - 軽井沢・中軽井沢間に投入され、EF63形電気機関車の推進・牽引で碓氷峠を越えたことが特筆される。この冬期に特急「谷川」が石打まで延長運転され、スキー客向けの臨時特急「新雪」にも200番台が運用された。1983年（昭和58年）夏期に特急「そよかぜ」のうち51号・52号が200番台で運用された。

### 新特急・湘南ライナーへの運用開始
1982年（昭和57年）から1983年（昭和58年）にかけて、田町電車区の全編成に対して循環式汚物処理装置が設置された。
| 1985年運用開始の新特急「谷川」 |  | 1986年11月運用開始の「湘南ライナー」（2020年撮影）  |
| 1985年運用開始の新特急「谷川」 |  | 1986年11月運用開始の「湘南ライナー」 （2020年撮影） |

1985年（昭和60年）3月14日に東北・上越新幹線が上野まで延伸開業して「新幹線リレー号」は廃止され、同列車に使用されていた185系電車200番台は上野発着の急行の特急格上げに転用されることになった。東北本線・高崎線の特急のうち首都圏近郊を運行範囲とする特急は「新特急」を冠する愛称に変更され、高崎線系統で「新特急谷川」「新特急草津」「新特急あかぎ」に、東北本線系統で「新特急なすの」の運行が開始された。また、同改正で初めて上野口の高崎線普通列車に使用された。
| 田町への転属前に塗装が変更された編成 |  | 200番台オリジナル色で「踊り子」に運用される編成 |  | 「モントレー踊り子」ヘッドマーク。「M」マークが入っている |
| 田町への転属前に塗装が変更された編成 |  | 200番台オリジナル色で「踊り子」に運用される編成 |  | 「モントレー踊り子」ヘッドマーク。「M」マークが入っている |

余剰となった200番台のうち4編成は新前橋電車区から田町電車区へ転属となり、それまで「踊り子」の一部に使用されていた183系電車1000番台を置き換え、置き換えられた183系電車1000番台は長野運転所へ転属した。田町電車区へ転属した4編成のうち、1編成は転属前に斜めストライプ塗装に変更されたが、その他の3編成は横帯1本の塗装のままで使用されて順次0番台と同様の斜めストライプに変更され「踊り子」は全列車が185系電車によって運行されることになった。それまでクロ157を使用したお召し列車には田町電車区の183系電車1000番台が使用されていたが、田町電車区から183系電車1000番台が転出したことに伴い、185系電車がクロ157と連結して運用された。1986年（昭和61年）1月からスキー専用列車「シュプール号」の運行が開始され、田町電車区の185系電車B編成が「シュプール上越号」に運用された。
1986年（昭和61年）11月1日のダイヤ改正で着席通勤を目的とした「湘南ライナー」の運行が開始され、田町電車区の185系電車で運用されるようになった。その後も「湘南ライナー」は順次増発された一方で朝夕の普通列車運用は減少し、夕方下り列車の運用は「湘南ライナー」に置き換えられて消滅した。1987年秋から、新前橋電車区の185系電車を使用して前橋から伊豆急下田まで直通する特急「モントレー踊り子」が土曜・休日に運行開始されたが、この運用の間合いを利用して「踊り子」91号・92号にも運用された。

### 分割民営化後の運用拡大

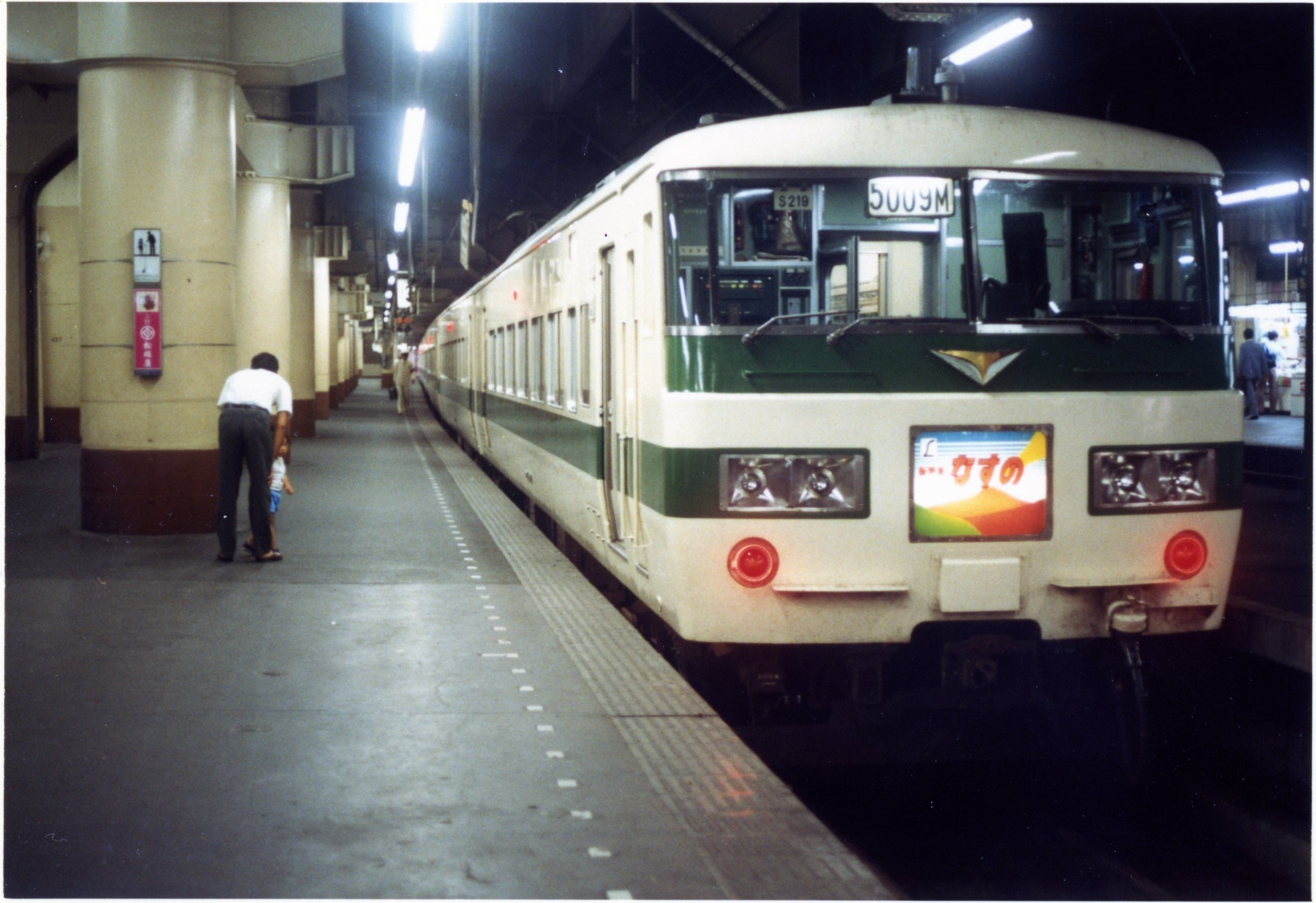
新特急「なすの」（新前橋電車区受け持ち時代）

1988年3月13日のダイヤ改正で「新特急なすの」のうち4往復が廃止されたことに伴い「踊り子」増発用に転用され、1988年3月11日付で7両1編成が新前橋電車区から田町電車区へ転属した。このダイヤ改正から、上越新幹線と連絡して高崎と長野を結ぶ快速列車「信州リレー号」の運行が開始され、新前橋電車区の185系電車が運用されることになった。一方、前述の「モントレー踊り子」は1990年冬期の運行を最後に廃止された。
1990年3月10日のダイヤ改正で「湘南ライナー」の増発が行われて田町電車区の185系B編成が使用された。東北本線の「新特急なすの」が1往復を除いて快速列車に格下げとなり、7両×2編成が新前橋電車区から田町電車区へ転属した。残った1往復は新宿発着となり、田町電車区の185系電車での運行に変更されている。この年の春に臨時快速列車「ホリデーむさしの」が新設されて田町電車区の185系電車B編成が運用されたが、この運用の最後に高尾から新宿までの臨時快速列車としても運用された。臨時快速列車「ホリデーむさしの」は、この年の秋以降は富士急行線の河口湖まで運行区間が延長されると同時に167系電車に置き換えられた。1990年8月7日に運行された特急「そよかぜ91号」と、1990年8月12日に運行された特急「そよかぜ92号」は田町電車区の185系B編成によって運行された。この列車で特筆すべき点は、防弾窓仕様化されたグリーン車に天皇と美智子皇后が乗車したお召し列車でありながら、グリーン車以外は一般客も利用可能な通常の臨時特急という運行形態であったことが挙げられる。正確な施工日は不明だが、後年クロ157は連結される185系200番台に合わせた塗色に変更されたが、クロ157形との公式本線運転は1993年5月13日を最後に行われていない。
田町電車区の185系電車のうち、B編成は1989年度に中央東線の狭小トンネルに対応したPS24形集電装置に、A6編成は1990年度にPS24形集電装置に、C編成は1990年度に追従性の向上を図ったPS21形集電装置への交換が行われた。2013年度にOM03編成がシングルアーム式のPS33形集電装置に変更された。
| 1991年に運行された臨時普通列車「軽井沢リレー」 |  | 1991年に運行された臨時普通列車「軽井沢リレー」 |
| 1991年に運行された臨時普通列車「軽井沢リレー」 |  |                                                |

1990年の1月から2月にかけて運行された臨時特急「かいじ」191号・192号は、田町電車区の185系電車B編成が運用された。1991年3月16日のダイヤ改正からは、東海道線の小田原 - 熱海間の普通列車に田町電車区の185系電車C編成が運用された。これは分割併合のない列車としては唯一、付属編成が単独運用される列車であった。一方、1991年夏に、上越新幹線と連絡して運行する臨時普通列車「軽井沢リレー」の2号・3号に新前橋電車区の185系電車が運用された。
1992年3月14日のダイヤ改正では「湘南ライナー」の一部が215系電車に置き換えられた一方で「新特急なすの」が上りのみ1便増発されることになったが、これにあわせて「ホームライナー古河」も田町電車区の185系で運用されるようになった。この年の春の大型連休に、八王子・新宿と成田空港を結ぶ臨時特急「ウイング」が田町電車区の185系電車B編成によって運行されたほか、1992年秋からは新宿と日光を結ぶ特急「日光」の運行が開始され、157系電車と同様のヘッドマークを装着した田町電車区の185系電車B編成が使用された。1993年1月からは「シュプール白馬号」のうち3号・4号に田町電車区の185系B編成が運用された。

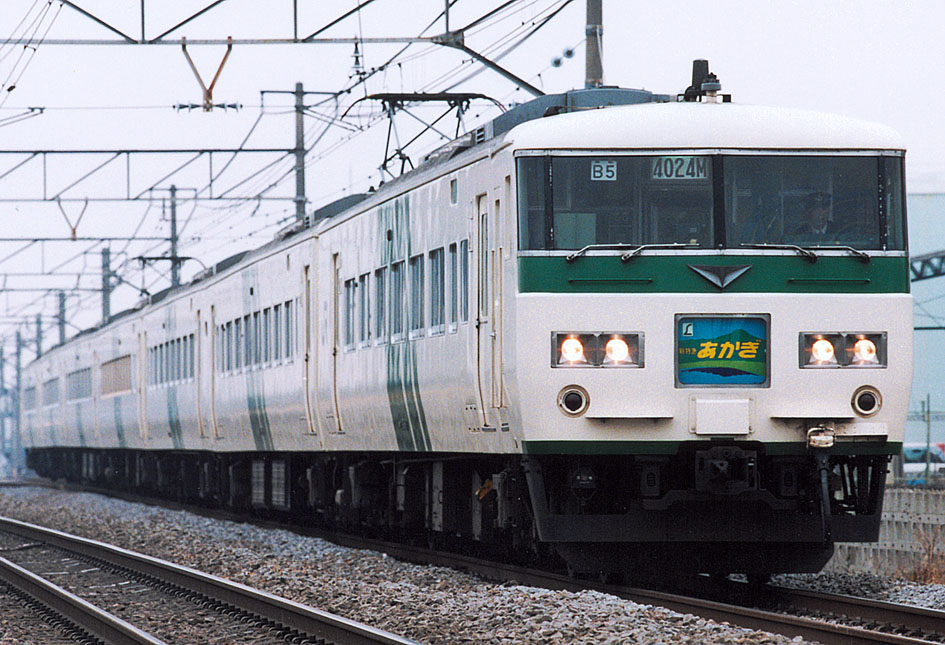
田町所属車による新特急「あかぎ」

1993年の夏からは、高崎地区から日本海側へ向かう海水浴利用者のために運行された臨時快速列車「青海川」の1号・2号に、新前橋電車区の185系電車が運用されるようになり、185系電車で初めて日本海沿岸を運行する列車となった。1993年12月1日のダイヤ改正からは、新宿発着の「新特急ホームタウン高崎」「新特急あかぎ」が設定され、田町電車区の185系電車A編成が使用されるようになった。一方で、東海道線の田町電車区の185系電車C編成が使用されていた普通列車運用は他の形式への変更や廃止が行われたため、C編成単独の分割併合のない列車への運用は消滅した。1993年から1994年にかけて、田町電車区のクハ185とサロ185は便所が洋式に変更された。この年の「シュプール号」では「シュプール上越号」のうち2号・3号が田町電車区の185系電車B編成からグリーン車を外した6両編成で運行されたが、この年から新設された「シュプール草津・万座」は新前橋電車区の185系電車が運用されることになった。この2列車は大船と新前橋の間を連結して運行する設定となったが、田町電車区の185系電車と新前橋電車区の185系電車が連結する運用はこれが初めてとなった。

### シュプール号「フルフル」

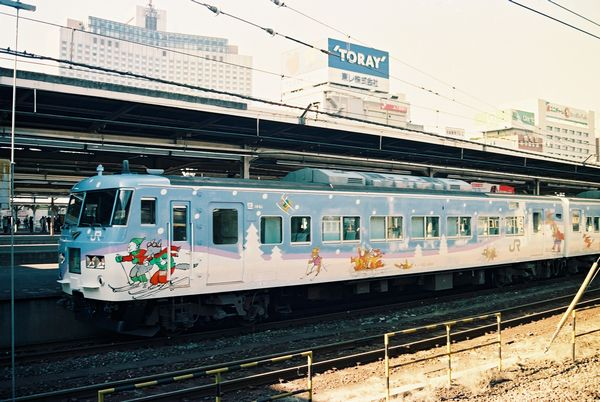
特別塗装車両「フルフル」

1994年度は、スキー専用列車「シュプール号」の運行開始から10周年を記念して特別塗装車両を導入し、新前橋電車区のS201+S202編成とS215+S216編成の2編成が特別塗装車両に選ばれた。特別塗装はジョン・シェリーが原画を担当し「列車に乗り込むときから少しでも気分が盛り上がる楽しい列車」になることを狙い、ブルーとホワイトのツートンカラーをベースに、動物たちと人間が一緒にスキーを楽しむというイラストが描かれ「雪よ、降れ！」という願いと冬や雪への気持ちを「いっぱい」（="full"）乗せて走る列車という意味を込めて「フルフル」と命名された。
この2編成は、1995年1月6日から3月27日まで、グリーン車を外した6両編成で大船駅発着の小出方面「シュプール上越3号・2号」と万座・鹿沢口方面「シュプール草津・万座」（大船 - 新前橋間併結）に限定運用された。また「シュプール号」運行終了後は、5月までそのままの色で他車に合わせて「フルフル」塗装としたグリーン車を組み込んだ7両編成で通常運用に入った。

### リニューアル
| 1995年以降リニューアルの新前橋所属車 |  | 普通車座席（リニューアル後） |  | グリーン車座席（リニューアル後） |
| 1995年以降リニューアルの新前橋所属車 |  | 普通車座席（リニューアル後） |  | グリーン車座席（リニューアル後） |

1995年（平成7年）9月から1998年（平成10年）11月にかけて、新前橋電車区の200番台に更新工事が行われた。この工事で普通車の座席を回転式リクライニングシートに変更してより特急形らしい設備とし、化粧板の交換や床の塗り床加工、仕切り扉のフットマットスイッチをセンサー式へ交換するなどの工事が施工された。外部塗装デザインはクリーム色をベースに上毛三山をモチーフとした黄色・グレー・赤色のブロックパターンを配し、側面に"EXPRESS 185"のロゴが入っている。1999年（平成11年）にグリーン車の座席も交換された。
首都圏では1989年（平成元年）以降に土曜・休日のみ運行の「ホリデー快速」が運行されていたが、1995年（平成7年）10月から11月の土曜・休日では初めて「ホリデー特急」が運行された。大船 - 奥多摩間の「ホリデー特急おくたま号」・奥多摩 - 逗子間の「ホリデー特急かまくら号」・鎌倉 - 高尾間の「ホリデー特急たかお」の3列車が設定され、いずれも田町電車区の185系電車5両編成が使用された。ヘッドマークは白地に「特急」の文字が入ったものを表示した。1995年（平成7年）12月1日のダイヤ改正では、東北新幹線の列車名に「なすの」が新設されることに伴い、田町電車区の185系電車を使用していた「新特急なすの」は「ホームタウンとちぎ」および「おはようとちぎ」に列車名が変更された。
| D-ATC搭載車戸袋窓が埋め込まれている  |  | D-ATC非搭載車 |
| D-ATC搭載車 戸袋窓が埋め込まれている |  | D-ATC非搭載車 |

1996年（平成8年）に横浜から横浜線経由で中央東線へ直通する臨時特急「はまかいじ」で運用するため、田町電車区のB3・B4・B5編成は京浜東北・根岸線への入線に対応したATC装置の取り付け改造が行われた。この改造により、該当編成のクハ185形は定員が4名減少した。

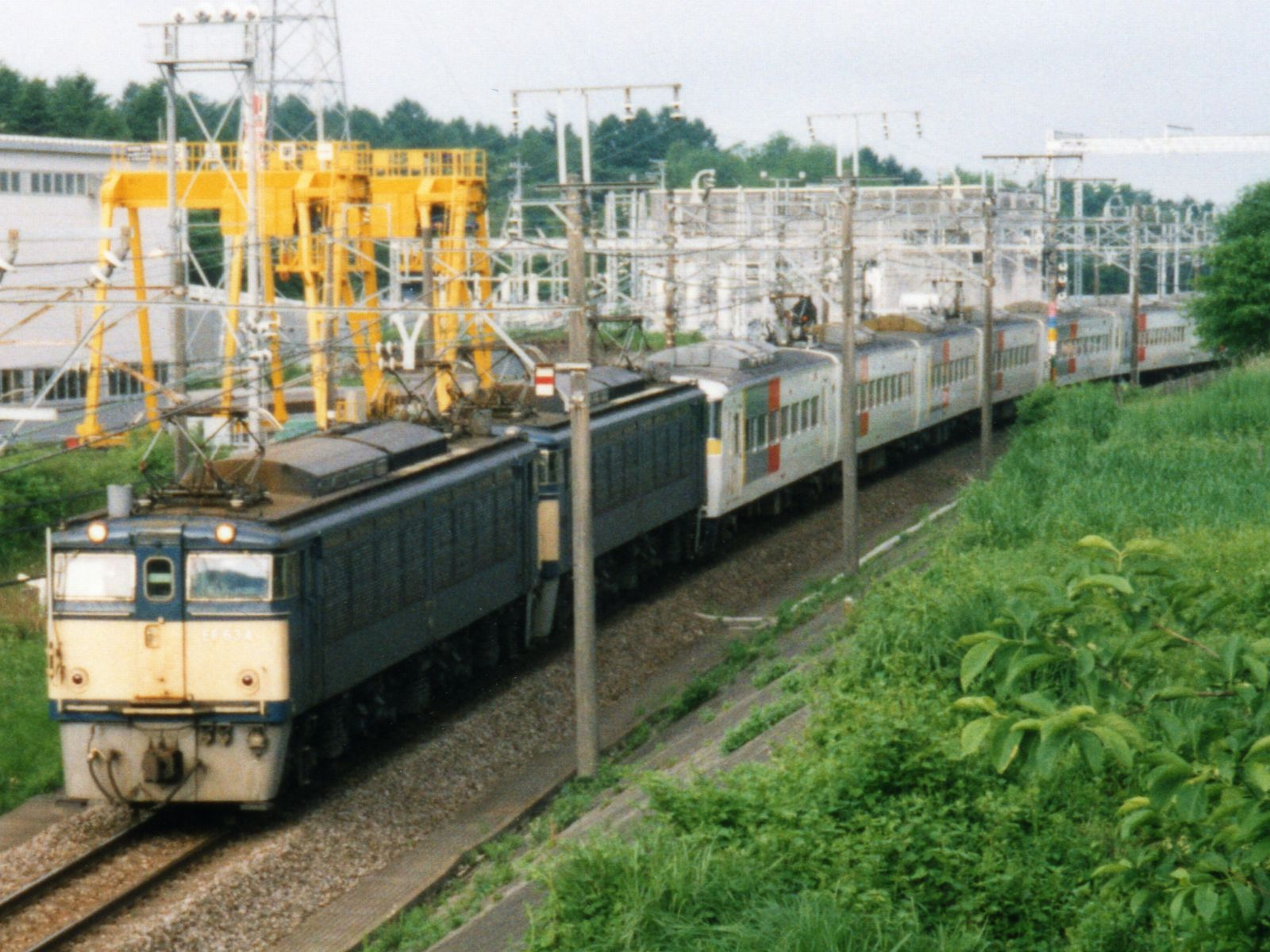
EF63形重連との横軽区間での運用

1997年（平成9年）9月30日限りで信越本線の横川 - 軽井沢間は廃止となったが、185系電車は廃止直前まで高崎と軽井沢を結ぶ普通列車として運用され、定期普通列車では最後に碓氷峠を越えた形式となり、その折り返しに設定された臨時回送列車に使用された185系電車が最後に碓氷峠を越えた旅客車両となった。
153系電車・165系電車との連結に対応して設置されていたKE64形ジャンパ連結器は、0番台は全て撤去し、200番台は栓受けのみ残している。転落防止用外幌の設置は、田町電車区の車両は2002年に、新前橋電車区の車両は2004年に行われている。1996年から1999年にかけて、全編成の先頭車前面の列車番号表示器がLED式に変更された。
| 1999年以降リニューアルの田町所属車 |  | サロ185座席（リニューアル後） |
| 1999年以降リニューアルの田町所属車 |  | サロ185座席（リニューアル後） |

| クハ185座席（リニューアル後） |  | クハ185車内（リニューアル後） |
| クハ185座席（リニューアル後） |  | クハ185車内（リニューアル後） |

1998年（平成10年）に田町電車区のサロ185形はバケットタイプの座席への交換が行われた。1999年（平成11年）から2002年（平成14年）にかけて、田町電車区の185系電車もリニューアル工事が行われ、普通車の座席がリクライニングシートに交換されたほか、化粧板の交換などが行われ、普通車の仕切り扉はマットスイッチ式からセンサー式に変更された。外部塗装デザインは湘南色をあしらったブロックパターンへ変更された。
2004年（平成16年）10月15日限りで、高崎線で上り1本だけ残っていた普通列車運用から離脱した。その後、JR東日本の車両検査体制の見直しに伴い、高崎車両センターに配置されていた185系電車は、全車両が2006年（平成18年）3月18日付で大宮総合車両センターへ転属となった。この転属後、高崎と横川の間に設定されていた間合い運用の普通列車からは外れ、以後、185系電車の普通列車運用は東京7:24発の伊東行き（列車番号521M）1本だけとなった。

### リバイバル塗色
| 湘南色塗装のOM03編成 |  | 157系電車塗装のOM08編成 |
| 湘南色塗装のOM03編成 |  | 157系電車塗装のOM08編成 |

2010年9月、吾妻線の優等列車の愛称である「草津」が1960年の運行開始から50周年となること（「草津」の愛称は、長野原線当時の準急列車に初めて冠されたもの）を記念し、大宮総合車両センター配置のOM03編成が80系電車を模した黄かん色と緑2号のツートンカラー（湘南色）に塗装変更された。
2011年に特急「踊り子」の運転開始30周年記念として、7月14日に全般検査を出場した田町車両センター配置のA8編成が、登場当時の斜めストライプ塗装に変更されて登場した。
この時点で、すでに「157系電車の塗装に変更」という構想はあったが「群馬ディスティネーションキャンペーン」の開催などのイベントが相次いだためその余裕はなく、実現は2012年に入ってからとなった。キャンペーン終了後に話題性のある列車設定が発案され、2012年2月29日に大宮総合車両センターOM08編成が157系電車と同様の塗装に変更された上で全般検査から出場して運用開始、3月3日に運行された臨時特急「上州踊り子」「あまぎ」にも使用された。この年の6月に、田町車両センターのC1編成が斜めストライプ塗装に復元され、2012年6月23日より運用を開始した。

### 田町車両センターの廃止と淘汰開始
| グリーン車を外した上で塗装変更されたOM03編成 |  | 2014年3月15日のダイヤ改正で消滅した普通列車運用（伊東線1635M） |
| グリーン車を外した上で塗装変更されたOM03編成 |  | 2014年3月15日のダイヤ改正で消滅した普通列車運用（伊東線1635M） |

2013年（平成25年）3月16日のダイヤ改正で、田町車両センターに配置されている車両がすべて大宮総合車両センターに転属した。これと同時に、改正前から大宮総合車両センターに所属している編成は、グリーン車の連結位置が田町車両センターに配置されていた車両に合わせて変更されたほか、方向転換を実施して車両の向きを揃えた。編成番号は転属後も変更されていない。このダイヤ改正以後、OM編成とB編成は共通運用されるようになった。また、朝方の東海道線で残っていた185系電車による東京発伊東行き普通列車の運用が熱海までE231系電車に置き換えられ、普通列車運用は熱海 - 伊東間に縮小された。同センター東大宮センターとの間の車両の回送ルートに武蔵野線が使用されるようになったが、上野東京ライン開業後は同区間を経由して東大宮センターとの間を回送するようになった。
このダイヤ改正の前後から編成の組み替えが頻繁に行われている。OM編成は前述の方向転換の他に、湘南色となっていたOM03編成がB編成と同様の塗装デザインに変更されると同時に、グリーン車を抜き取り6両編成となった。B編成では、B1編成をのぞいて全編成グリーン車が抜き取られ、B2編成はB7編成からモハ185・モハ184-231のユニットを加えて8両編成となり、B7編成は4両編成となった。C編成は、C7編成がサハ185-7を抜き取って4両編成となった。サハ185-7は長野総合車両センターへ配給回送された後、2013年4月1日付で廃車となり、本系列で初の廃車車両となった。B編成から外されたグリーン車は同年7月24日付・10月9日付の2回に分けて廃車となった。これらの動きは各種団体列車や波動輸送に使用されている同社の183系電車を置き換えるものと一部雑誌等で報じられており、実際に快速「ムーンライトながら」はもともとの183系電車に代わり、2013年 - 2014年冬期から185系電車で運用されるようになった。2014年（平成26年）4月に、A8編成・C1編成に続いてB7編成が斜めストライプ塗装に復元された。
2012年（平成24年）6月末時点では置き換え予定は未定とアナウンスされていたが、翌2014年（平成26年）3月15日のダイヤ改正で高崎線系統の特急が新宿発着の1往復を除いて651系電車に置き換えられ、7両編成の特急運用が消滅したほか、最後まで残っていた伊東線の普通列車運用も消滅した。これを受けて編成単位で廃車が開始され、同年5月13日付でB1編成が廃車となり、グリーン車を組み込んだB編成は消滅した。一方、同年8月1日からは同年度末の開業を控えた上野東京ラインの試運転列車に使用され、8月2日・8月3日の試運転ではOM06編成の編成の一部を組み込んで10両編成としたOM07編成が使用された。このOM07編成は編成中4両が2015年（平成27年）5月26日付で廃車となり、残る6両も同年6月5日付で廃車になった。このほか、157系電車塗装だったOM08編成は同年3月に斜めストライプ塗装に変更された。当初から大宮配置のOM編成でこの塗装は初めてとなる。

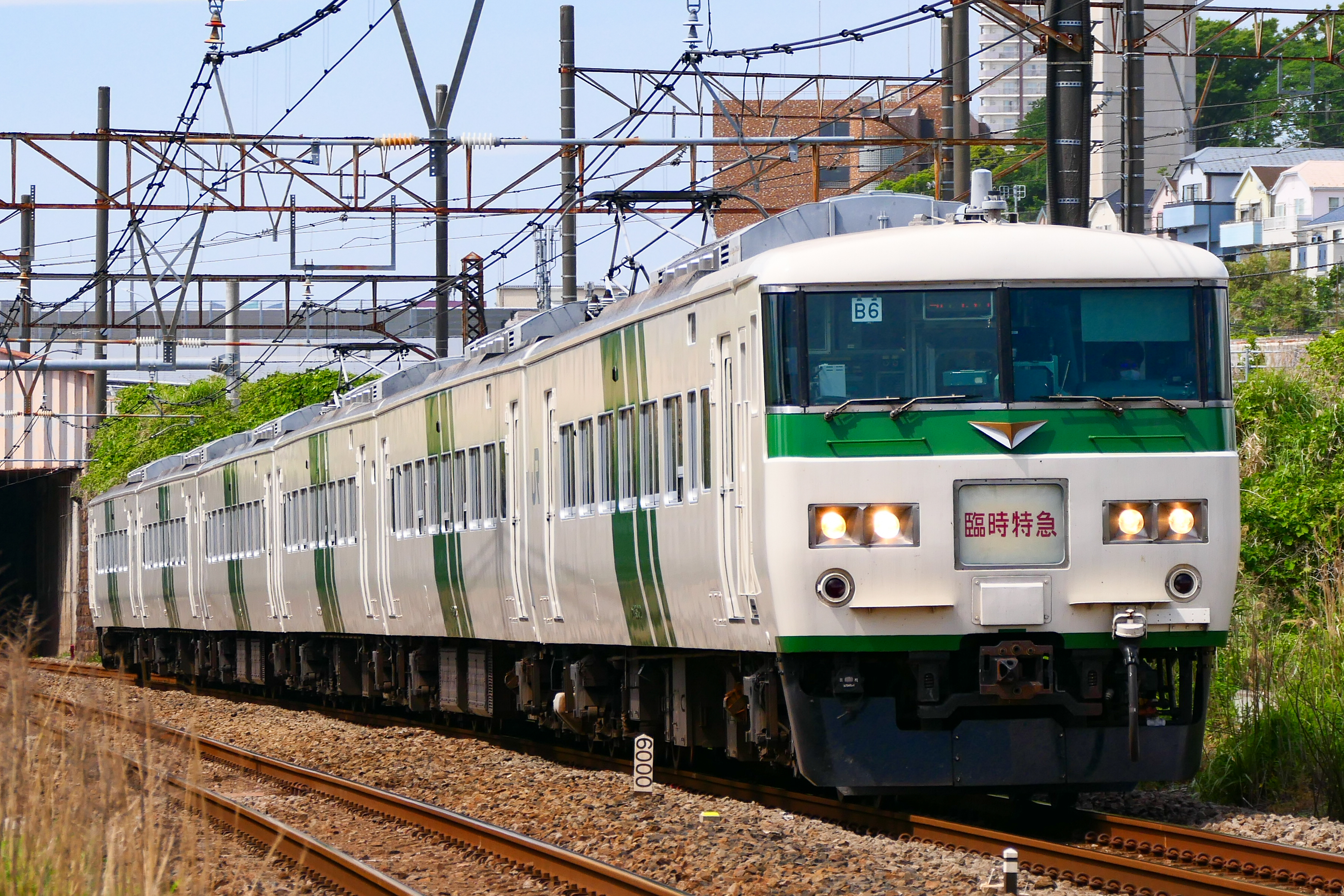
臨時特急で運用されるB6編成
（2023年5月6日 横浜駅 - 川崎駅間）

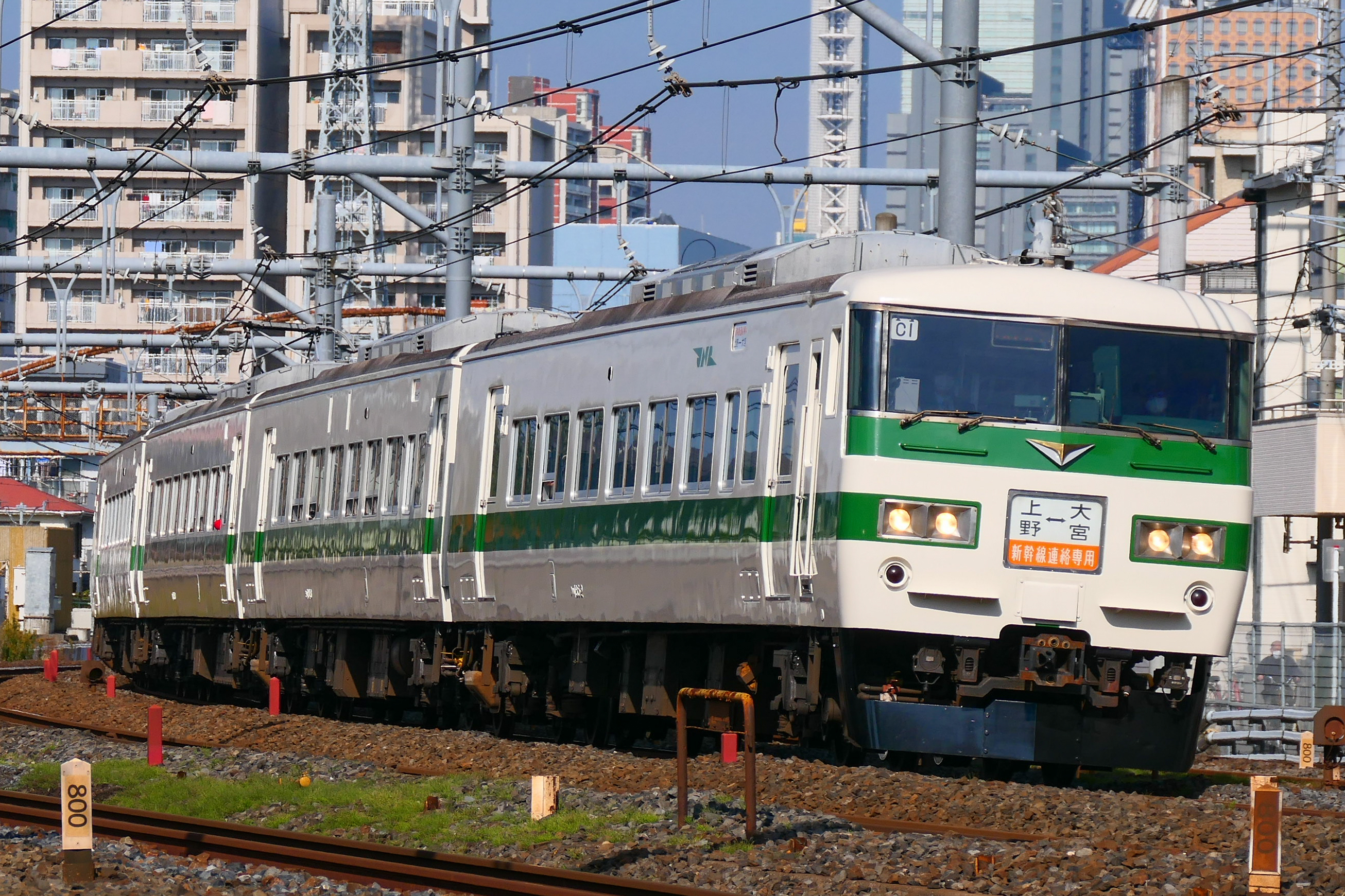
C1編成による「新幹線リレー号」リバイバル運転
（2022年11月12日 与野駅 - 北浦和駅間）

一方「踊り子」は、2013年（平成25年）3月1日付で共同通信社のサイトに掲載されたJR東日本役員のコメントで「羽田空港の国際線拡大によって利用者が減少した『成田エクスプレス』を減便して、余剰となるE259系電車への置き換えを検討中」と報じられていたが、E259系電車は臨時列車「マリンエクスプレス踊り子」への投入に留まった。その後、同年9月16日のスポーツニッポンでは「中央本線に導入されるE353系電車によって捻出されるE257系電車の転用先として『踊り子』などが候補に挙がっている」と報じられ、2017年（平成29年）4月8日にJR東日本が185系をE257系で置き換える方針であることが明らかになった。
「はまかいじ」は発着していた横浜駅京浜東北・根岸線ホームのホームドア設置に伴い2019年1月3日の運転をもって廃止され、本系列の定期運用は東海道線の特急「踊り子」と、朝晩の「湘南ライナー」「おはようライナー新宿」「ホームライナー小田原」のみとなった。
2020年（令和2年）3月14日のダイヤ改正より「踊り子」へのE257系電車の投入が開始され、翌2021年（令和3年）3月13日のダイヤ改正で全列車がE257系電車に統一された。同ダイヤ改正では特急「湘南」の新設に伴い上述のライナー列車が廃止となった為、本系列は定期運用を終了した。これにより、JR東日本管内で定期運用される特急形車両はJR発足後の車両に統一された。
2023年8月27日現在では、6両編成の0番台C1編成と200番台B6編成の計12両が車籍を有しており、波動用として使用されている。C1編成は前年6月に上野方T車の代わりにC2編成のMユニット（2両）を組み込んで6両編成化され、OM04編成に取り付けられていたタイフォンカバーを取り付けたうえでリレー号・新特急塗装へと復刻されており、両編成の番台区分と塗色は新製時と入れ替わる形となった。
しかし、B6編成は2025年5月28日に、C1編成は2025年6月18日にそれぞれ長野へ廃車回送され、その役目を終えた。

## 編成表
下記の編成表では「シュプール号」に運用される際にグリーン車を外した6両編成で運行した事例など、臨時列車に運用する際に行われる編成変更の詳細は記載しない。

### 0番台
0番台は落成時より全車両が田町電車区に配置されていたが、2013年3月のダイヤ改正で大宮総合車両センターに転出した。

#### A編成（10両編成）
|          |               | ← 東京・新宿熱海・伊豆急下田 → |                   |                  |                   |                  |                  |                  |                   |                  |                   |                       |                           |                        |              |                                              |
|          |               |                                |                   |                  |                   |                  |                  |                  |                   |                  |                   |                       |                           |                        |              |                                              |
| 10両編成 | 号車          | 10                             | 9                 | 8                | 7                 | 6                | 5                | 4                | 3                 | 2                | 1                 | アコモ改造 （改造所） | グリーン車改装 （改造所） | 廃車                   | 最終塗装     | 備考                                         |
| 10両編成 | 形式          | クハ185-100 （Tc）             | ◇ モハ185-0 （M） | モハ184-0 （M'） | ◇ モハ185-0 （M） | モハ184-0 （M'） | サロ185-0 （Ts） | サロ185-0 （Ts） | ◇ モハ185-0 （M） | モハ184-0 （M'） | クハ185-0 （T'c） | アコモ改造 （改造所） | グリーン車改装 （改造所） | 廃車                   | 最終塗装     | 備考                                         |
| 10両編成 | 車内設備      | 乗,WC                          |                   | WC               |                   | WC               | 乗,販,WC         | 乗,販,WC         |                   | WC               | 乗,WC             | アコモ改造 （改造所） | グリーン車改装 （改造所） | 廃車                   | 最終塗装     | 備考                                         |
| 10両編成 | 搭載機器      |                                | CON               | MG,CP            | CON               | MG,CP            |                  |                  | CON               | MG,CP            |                   | アコモ改造 （改造所） | グリーン車改装 （改造所） | 廃車                   | 最終塗装     | 備考                                         |
| 10両編成 | 定員          | 56                             | 68                | 64               | 68                | 64               | 48               | 48               | 68                | 64               | 56                | アコモ改造 （改造所） | グリーン車改装 （改造所） | 廃車                   | 最終塗装     | 備考                                         |
| 10両編成 | 車両重量（t） | 36.6 （36.2）                  | 43.7 （43.2）     | 44.6 （44.1）    | 43.7 （43.2）     | 44.6 （44.1）    | 34.0             | 34.0             | 43.7 （43.2）     | 44.6 （44.1）    | 36.6 （36.2）     | アコモ改造 （改造所） | グリーン車改装 （改造所） | 廃車                   | 最終塗装     | 備考                                         |
| 編成番号 | A1            | 101                            | 1                 | 1                | 2                 | 2                | 1                | 2                | 3                 | 3                | 1                 | 2001.3.26 （鎌倉）    | 1998.9.30 （田町）        | 2023年1月10日 （長野） | ストライプ   |                                              |
| 編成番号 | A2            | 103                            | 5                 | 5                | 6                 | 6                | 3                | 4                | 7                 | 7                | 3                 | 2001.5.25 （鎌倉）    | 1998.9.3 （田町）         | 2015年7月22日 （長野） | 湘南ブロック | 0番台初の廃車                                |
| 編成番号 | A3            | 105                            | 9                 | 9                | 10                | 10               | 5                | 6                | 11                | 11               | 5                 | 2001.12.18 （鎌倉）   | 1998.2.25 （田町）        | 2021年7月7日 （長野）  | ストライプ   |                                              |
| 編成番号 | A4            | 107                            | 13                | 13               | 14                | 14               | 7                | 8                | 15                | 15               | 7                 | 1999.7.15 （大船）    | 1998.3.3 （田町）         | 2016年10月3日 （長野） | 湘南ブロック |                                              |
| 編成番号 | A5            | 108                            | 16                | 16               | 17                | 17               | 9                | 10               | 18                | 18               | 8                 | 2000.5.16 （大船）    | 1998.3.18 （田町）        | 2022年5月27日 （長野） | ストライプ   |                                              |
| 編成番号 | A6            | 111                            | 21                | 21               | 22                | 22               | 11               | 12               | 23                | 23               | 11                | 1999.12.6 （大船）    | 1998.2.25 （田町）        | 2021年6月18日 （長野） | ストライプ   | 狭小トンネル対応 Ts-11は一部防弾ガラス固定窓 |
| 編成番号 | A7            | 114                            | 26                | 26               | 27                | 27               | 13               | 14               | 28                | 28               | 14                | 2000.10.26 （鎌倉）   | 1998.9.25 （田町）        | 2022年6月5日 （長野）  | ストライプ   | 列車巡回ビデオ装備                           |
| 編成番号 | A8            | 115                            | 29                | 29               | 30                | 30               | 15               | 16               | 31                | 31               | 15                | 2002.3.28 （大宮）    | 1998.9.9 （田町）         | 2021年7月16日 （長野） | ストライプ   |                                              |

- 車両重量欄の（）内は落成時の車両重量。

#### C編成（5両編成）
|          |               | ← 東京・新宿熱海・修善寺 → |                 |                |               |                 |                       |                                            |            |      |
|          |               |                            |                 |                |               |                 |                       |                                            |            |      |
| 5両編成  | 号車          | 15                         | 14              | 13             | 12            | 11              | アコモ改造 （改造所） | 廃車                                       | 最終塗装   | 備考 |
| 5両編成  | 形式          | クハ185 （Tc）             | ◇ モハ185 （M） | モハ184 （M'） | サハ185 （T） | クハ185 （T'c） | アコモ改造 （改造所） | 廃車                                       | 最終塗装   | 備考 |
| 5両編成  | 車内設備      | 乗,WC                      |                 | WC             |               | 乗,WC           | アコモ改造 （改造所） | 廃車                                       | 最終塗装   | 備考 |
| 5両編成  | 搭載機器      |                            | CON             | MG,CP          | CP            |                 | アコモ改造 （改造所） | 廃車                                       | 最終塗装   | 備考 |
| 5両編成  | 車両重量（t） | 36.6 （36.2）              | 43.7 （43.2）   | 44.6 （44.1）  | 34.1 （33.6） | 36.6 （36.2）   | アコモ改造 （改造所） | 廃車                                       | 最終塗装   | 備考 |
| 5両編成  | 定員          | 56                         | 68              | 64             | 68            | 56              | アコモ改造 （改造所） | 廃車                                       | 最終塗装   | 備考 |
| 編成番号 | C1            | 102                        | 4               | 4              | 1             | 2               | 2001.8.15 （鎌倉）    | 2022年10月13日 （T-1）                     | ストライプ |      |
| 編成番号 | C2            | 104                        | 8               | 8              | 2             | 4               | 2001.10.17 （鎌倉）   | 2022年10月13日 （Tc-4・104、T-2） （郡山） | ストライプ |      |
| 編成番号 | C3            | 106                        | 12              | 12             | 3             | 6               | 2002.1.22 （鎌倉）    | 2021年8月25日 （郡山）                     | ストライプ |      |
| 編成番号 | C4            | 109                        | 19              | 19             | 4             | 9               | 2000.1.19 （大船）    | 2021年9月22日 （郡山）                     | ストライプ |      |
| 編成番号 | C5            | 110                        | 20              | 20             | 5             | 10              | 2000.3.15 （大船）    | 2021年12月2日 （大宮）                     | ストライプ |      |
| 編成番号 | C6            | 112                        | 24              | 24             | 6             | 12              | 2001.2.15 （大井）    | 2021年11月3日 （郡山）                     | ストライプ |      |
| 編成番号 | C7            | 113                        | 25              | 25             | 7             | 13              | 2001.3.30 （大井）    | 2013年4月1日 （T-7） 2022年4月1日（長野）  | ストライプ |      |

- 車両重量欄の（）内は落成時の車両重量。

#### C編成（6両編成）
|          |          | ← 黒磯熱海 →   |                 |                |                 |                |                 |                   |      |          |                            |
|          |          |                |                 |                |                 |                |                 |                   |      |          |                            |
| 6両編成  | 号車     | 6              | 5               | 4              | 3               | 2              | 1               | 組成変更          | 廃車 | 最終塗装 | 備考                       |
| 6両編成  | 形式     | クハ185 （Tc） | ◇ モハ185 （M） | モハ184 （M'） | ◇ モハ185 （M） | モハ184 （M'） | クハ185 （T'c） | 組成変更          | 廃車 | 最終塗装 | 備考                       |
| 6両編成  | 車内設備 | 乗,WC          |                 | WC             |                 | WC             | 乗,WC           | 組成変更          | 廃車 | 最終塗装 | 備考                       |
| 編成番号 | C1       | 102            | 4               | 4              | 8               | 8              | 2               | 2022.9.6 （大宮） |      | 新特急色 | M,M'-8はC2編成から組み込み |

### 200番台

#### 2013年3月15日までの編成

##### S編成→OM編成（新前橋電車区→大宮総合車両センター）
|          |               | ← 上野高崎・水上・万座･鹿沢口 → |                     |                    |                     |                    |                    |                     |                      |                       |                           |                                                                  |
|          |               |                                 |                     |                    |                     |                    |                    |                     |                      |                       |                           |                                                                  |
| 7両編成  | 号車          | 1                               | 2                   | 3                  | 4                   | 5                  | 6                  | 7                   | 転属編成番号         | アコモ改造 （改造所） | グリーン車改装 （改造所） | 備考                                                             |
| 7両編成  | 形式          | クハ185-300 （Tc）              | ◇ モハ185-200 （M） | モハ184-200 （M'） | ◇ モハ185-200 （M） | モハ184-200 （M'） | サロ185-200 （Ts） | クハ185-200 （T'c） | 転属編成番号         | アコモ改造 （改造所） | グリーン車改装 （改造所） | 備考                                                             |
| 7両編成  | 車内設備      | 乗,WC                           |                     | WC                 |                     | WC                 | 乗,販,WC           | 乗,WC               | 転属編成番号         | アコモ改造 （改造所） | グリーン車改装 （改造所） | 備考                                                             |
| 7両編成  | 搭載機器      |                                 | CON                 | MG,CP              | CON                 | MG,CP              |                    |                     | 転属編成番号         | アコモ改造 （改造所） | グリーン車改装 （改造所） | 備考                                                             |
| 7両編成  | 定員          | 56                              | 68                  | 64                 | 68                  | 64                 | 48                 | 56                  | 転属編成番号         | アコモ改造 （改造所） | グリーン車改装 （改造所） | 備考                                                             |
| 7両編成  | 車両重量（t） | 37.0 （36.2）                   | 43.8 （43.3）       | 44.7 （44.2）      | 43.8 （43.3）       | 44.7 （44.2）      | 34.0               | 37.0 （36.2）       | 転属編成番号         | アコモ改造 （改造所） | グリーン車改装 （改造所） | 備考                                                             |
| 編成番号 | S201＋S202    | 301                             | 201                 | 201                | 202                 | 202                | 201                | 201                 | OM01                 | 1996.11.20 （大宮）   | 1997.3.5 （田町）         | フルフル塗装                                                     |
| 編成番号 | S203＋S204    | 302                             | 203                 | 203                | 204                 | 204                | 202                | 202                 | OM02                 | 1996.10.8 （大宮）    | 1998.11.25 （田町）       |                                                                  |
| 編成番号 | S205＋S206    | 303                             | 205                 | 205                | 206                 | 206                | 203                | 203                 | 1985.3.13 田町へ転属 | 1985.3.13 田町へ転属  | 1985.3.13 田町へ転属      | 1985.3.13 田町へ転属                                             |
| 編成番号 | S207＋S208    | 304                             | 207                 | 207                | 208                 | 208                | 204                | 204                 | 1985.3.10 田町へ転属 | 1985.3.10 田町へ転属  | 1985.3.10 田町へ転属      | 1985.3.10 田町へ転属                                             |
| 編成番号 | S209＋S210    | 305                             | 209                 | 209                | 210                 | 210                | 205                | 205                 | 1985.3.15 田町へ転属 | 1985.3.15 田町へ転属  | 1985.3.15 田町へ転属      | 1985.3.15 田町へ転属                                             |
| 編成番号 | S211＋S212    | 306                             | 211                 | 211                | 212                 | 212                | 206                | 206                 | OM03                 | 1995.9.6 （大船）     | 1998.2.26 （田町）        | 元湘南色                                                         |
| 編成番号 | S213＋S214    | 307                             | 213                 | 213                | 214                 | 214                | 207                | 207                 | 1990.3.10 田町へ転属 | 1990.3.10 田町へ転属  | 1990.3.10 田町へ転属      | 1990.3.10 田町へ転属                                             |
| 編成番号 | S215＋S216    | 308                             | 215                 | 215                | 216                 | 216                | 208                | 208                 | OM04                 | 1995.9.29 （大宮）    | 1996.2.5 （田町）         | フルフル塗装 列車巡回ビデオ装備編成 Ts-208は一部防弾ガラス固定窓 |
| 編成番号 | S217＋S218    | 309                             | 217                 | 217                | 218                 | 218                | 209                | 209                 | OM05                 | 1995.10.25 （大宮）   | 1998.8.28 （田町）        | 唯一の日立製作所製                                               |
| 編成番号 | S219＋S220    | 310                             | 219                 | 219                | 220                 | 220                | 210                | 210                 | 1988.3.11 田町へ転属 | 1988.3.11 田町へ転属  | 1988.3.11 田町へ転属      | 1988.3.11 田町へ転属                                             |
| 編成番号 | S221＋S222    | 311                             | 221                 | 221                | 222                 | 222                | 211                | 211                 | OM06                 | 1995.12.26 （大宮）   | 1996.2.5 （田町）         | 信越本線横川 - 軽井沢間の下り最終普通列車を担当。                |
| 編成番号 | S223＋S224    | 312                             | 223                 | 223                | 224                 | 224                | 212                | 212                 | 1990.3.10 田町へ転属 | 1990.3.10 田町へ転属  | 1990.3.10 田町へ転属      | 1990.3.10 田町へ転属                                             |
| 編成番号 | S225＋S226    | 313                             | 225                 | 225                | 226                 | 226                | 213                | 213                 | OM07                 | 1995.11.30 （大宮）   | 1996.3.11 （田町）        |                                                                  |
| 編成番号 | S227＋S228    | 314                             | 227                 | 227                | 228                 | 228                | 214                | 214                 | OM08                 | 1996.6.12 （大宮）    | 1996.9.13 （田町）        | 元157系色                                                        |
| 編成番号 | S229＋S230    | 315                             | 229                 | 229                | 230                 | 230                | 215                | 215                 | OM09                 | 1996.7.11 （大宮）    | 1997.3.10 （田町）        |                                                                  |
| 編成番号 | S231＋S232    | 316                             | 231                 | 231                | 232                 | 232                | 216                | 216                 | 1985.3.15 田町へ転属 | 1985.3.15 田町へ転属  | 1985.3.15 田町へ転属      | 1985.3.15 田町へ転属                                             |

- 車両重量欄の（）内は落成時の車両重量。

##### S編成→B編成（新前橋電車区→田町車両センター）
下記の編成はすべて2013年3月のダイヤ改正で大宮総合車両センターに転属した。
|          |               | ← 東京・新宿熱海・伊豆急下田 → |                     |                    |                    |                     |                    |                     |                       |                           |                                             |  |
|          |               |                                |                     |                    |                    |                     |                    |                     |                       |                           |                                             |  |
| 7両編成  | 号車          | 1                              | 2                   | 3                  | 4                  | 5                   | 6                  | 7                   | アコモ改造 （改造所） | グリーン車改装 （改造所） | 備考                                        |  |
| 7両編成  | 形式          | クハ185-300 （Tc）             | ◇ モハ185-200 （M） | モハ184-200 （M'） | サロ185-200 （Ts） | ◇ モハ185-200 （M） | モハ184-200 （M'） | クハ185-200 （T'c） | アコモ改造 （改造所） | グリーン車改装 （改造所） | 備考                                        |  |
| 7両編成  | 車内設備      | 乗,WC                          |                     | WC                 | 乗,販,WC           |                     | WC                 | 乗,WC               | アコモ改造 （改造所） | グリーン車改装 （改造所） | 備考                                        |  |
| 7両編成  | 搭載機器      |                                | CON                 | MG,CP              |                    | CON                 | MG,CP              |                     | アコモ改造 （改造所） | グリーン車改装 （改造所） | 備考                                        |  |
| 7両編成  | 定員          | 56                             | 68                  | 64                 | 48                 | 68                  | 64                 | 56                  | アコモ改造 （改造所） | グリーン車改装 （改造所） | 備考                                        |  |
| 7両編成  | 車両重量（t） | 37.0                           | 43.8                | 44.7               | 34.0               | 43.8                | 44.7               | 37.0                | アコモ改造 （改造所） | グリーン車改装 （改造所） | 備考                                        |  |
| 編成番号 | B1            | 303                            | 205                 | 205                | 203                | 206                 | 206                | 203                 | 2000.11.30 （鎌倉）   | 1998.2.26 （田町）        | 新前橋から転属 Ts-203は一部防弾ガラス固定窓 |  |
| 編成番号 | B2            | 304                            | 207                 | 207                | 204                | 208                 | 208                | 204                 | 2001.7.18 （鎌倉）    | 1998.8.21 （田町）        | 新前橋から転属                              |  |
| 編成番号 | B3            | 305                            | 209                 | 209                | 205                | 210                 | 210                | 205                 | 2000.6.13 （鎌倉）    | 1998.9.11 （田町）        | 新前橋から転属 ATC搭載                      |  |
| 編成番号 | B4            | 307                            | 213                 | 213                | 207                | 214                 | 214                | 207                 | 2000.7.21 （鎌倉）    | 1998.8.25 （田町）        | 新前橋から転属 ATC搭載                      |  |
| 編成番号 | B5            | 310                            | 219                 | 219                | 210                | 220                 | 220                | 210                 | 2001.11.12 （鎌倉）   | 1998.8.28 （田町）        | 新前橋から転属 ATC搭載                      |  |
| 編成番号 | B6            | 312                            | 223                 | 223                | 212                | 224                 | 224                | 212                 | 1999.10.27 （大井）   | 1998.9.17 （田町）        | 新前橋から転属                              |  |
| 編成番号 | B7            | 316                            | 231                 | 231                | 216                | 232                 | 232                | 216                 | 1999.6.10 （大船）    | 1998.3.5 （田町）         | 新前橋から転属 クロ157-1連結対応            |  |

#### 2013年3月16日以降の編成

##### OM編成・B編成（大宮総合車両センター）
全編成、大宮総合車両センター配置。本表では車両番号・編成番号のみ記述する。
|          |          | ← 東京・松本・万座･鹿沢口・黒磯・我孫子熱海・伊豆急下田・横浜・上野 → |                     |                    |                    |                     |                    |                     | |              |                                                                        |  |
|          |          |                                                                       |                     |                    |                    |                     |                    |                     | |              |                                                                        |  |
| 7両編成  | 号車     | 7                                                                     | 6                   | 5                  | 4                  | 3                   | 2                  | 1                   | 廃車                                                                                               | 最終塗装     | 備考                                                                   |  |
| 7両編成  | 形式     | クハ185-300 （Tc）                                                    | ◇ モハ185-200 （M） | モハ184-200 （M'） | サロ185-200 （Ts） | ◇ モハ185-200 （M） | モハ184-200 （M'） | クハ185-200 （T'c） | 廃車                                                                                               | 最終塗装     | 備考                                                                   |  |
| 7両編成  | 車内設備 | 乗,WC                                                                 |                     | WC                 | 乗,販,WC           |                     | WC                 | 乗,WC               | 廃車                                                                                               | 最終塗装     | 備考                                                                   |  |
| 編成番号 | OM01     | 301                                                                   | 201                 | 201                | 201                | 202                 | 202                | 201                 | 2014年6月26日（長野）                                                                              | エクスプレス |                                                                        |  |
| 編成番号 | OM02     | 302                                                                   | 203                 | 203                | 202                | 204                 | 204                | 202                 | 2014年5月29日（長野）                                                                              | エクスプレス |                                                                        |  |
| 編成番号 | B1       | 303                                                                   | 205                 | 205                | 203                | 206                 | 206                | 203                 | 2014年5月13日（長野）                                                                              | 湘南ブロック | Ts-203は一部防弾ガラス固定窓 編成単位初の廃車                          |  |
| 編成番号 | B3       | 305                                                                   | 209                 | 209                | 205                | 210                 | 210                | 205                 | 2013年7月24日（Ts-205） 2018年8月29日（他6両）                                                     | ストライプ   | ATC搭載                                                                |  |
| 編成番号 | OM03     | 306                                                                   | 211                 | 211                | 206                | 212                 | 212                | 206                 | 2013年10月9日（Ts-206） 2021年6月8日（他6両）                                                      | ストライプ   | 元80系リバイバル色。グリーン車を除いて2013年初頭にストライプ塗装に変更 |  |
| 編成番号 | B4       | 307                                                                   | 213                 | 213                | 207                | 214                 | 214                | 207                 | 2013年7月24日（Ts-207） 2018年9月12日（他6両）                                                     | ストライプ   | ATC搭載                                                                |  |
| 編成番号 | OM04     | 308                                                                   | 215                 | 215                | 208                | 216                 | 216                | 208                 | 2023年1月14日                                                                                      | ストライプ   | 2022年8月にタイフォンカバー部品取り Ts-208は一部防弾ガラス固定窓       |  |
| 編成番号 | OM05     | 309                                                                   | 217                 | 217                | 209                | 218                 | 218                | 209                 | 2014年5月22日                                                                                      | エクスプレス |                                                                        |  |
| 編成番号 | B5       | 310                                                                   | 219                 | 219                | 210                | 220                 | 220                | 210                 | 2013年10月9日（Ts-210） 2022年4月1日                                                               | ストライプ   | ATC搭載                                                                |  |
| 編成番号 | OM06     | 311                                                                   | 221                 | 221                | 211                | 222                 | 222                | 211                 | 2014年6月20日（T'c-211,Tc-311,M・M'-222） M・M'-221,Ts-211はOM07編成に組成後、2015年6月5日付で廃車 | エクスプレス |                                                                        |  |
| 編成番号 | B6       | 312                                                                   | 223                 | 223                | 212                | 224                 | 224                | 212                 | 2013年10月9日（Ts-212） 2025年5月30日                                                              | ストライプ   |                                                                        |  |
| 編成番号 | OM07     | 313                                                                   | 225                 | 225                | 213                | 226                 | 226                | 213                 | 2015年5月26日（T'c-213,Tc-313,M・M'-226） 2015年6月5日（M・M'-225・Ts-213）                        | エクスプレス |                                                                        |  |
| 編成番号 | OM08     | 314                                                                   | 227                 | 227                | 214                | 228                 | 228                | 214                 | 2023年1月20日                                                                                      | ストライプ   | 元157系リバイバル色。最後のOM編成                                      |  |
| 編成番号 | OM09     | 315                                                                   | 229                 | 229                | 215                | 230                 | 230                | 215                 | 2021年8月3日                                                                                       | ストライプ   |                                                                        |  |
| 編成番号 | B7       | 316                                                                   |                     |                    | 216                | 232                 | 232                | 216                 | 2013年7月24日（Ts-216） 2022年4月1日                                                               | ストライプ   | クロ157-1連結対応 2013年5月15日付でM・M'-231を抜き取り。               |  |

|          |          | ← 黒磯熱海 →       |                     |                    |                     |                    |                     |                    |                     |              |            |                                                                          |
|          |          |                    |                     |                    |                     |                    |                     |                    |                     |              |            |                                                                          |
| 8両編成  | 号車     | 8                  | 7                   | 6                  | 5                   | 4                  | 3                   | 2                  | 1                   | 廃車         | 最終塗装   | 備考                                                                     |
| 8両編成  | 形式     | クハ185-300 （Tc） | ◇ モハ185-200 （M） | モハ184-200 （M'） | ◇ モハ185-200 （M） | モハ184-200 （M'） | ◇ モハ185-200 （M） | モハ184-200 （M'） | クハ185-200 （T'c） | 廃車         | 最終塗装   | 備考                                                                     |
| 8両編成  | 車内設備 | 乗,WC              |                     | WC                 |                     | WC                 |                     | WC                 | 乗,WC               | 廃車         | 最終塗装   | 備考                                                                     |
| 編成番号 | B2       | 304                | 207                 | 207                | 208                 | 208                | 231                 | 231                | 204                 | 2018年8月3日 | ストライプ | 2013年6月5日付でB7編成のM,M'-231を組み込み Ts-204は2013年7月24日付で廃車 |

凡例
- CON…制御装置
- MG…電動発電機
- CP…電動空気圧縮機
- ◇…パンタグラフ
- 乗…乗務員室
- 販…車内販売準備室
- WC…トイレ・洗面所

## 保存車

### クハ185-110
大宮総合車両センター 東大宮センターのC5編成の先頭車で、2021年の廃車後大宮総合車両センター内にて、標準色の状態で前頭部のみが保存されている。

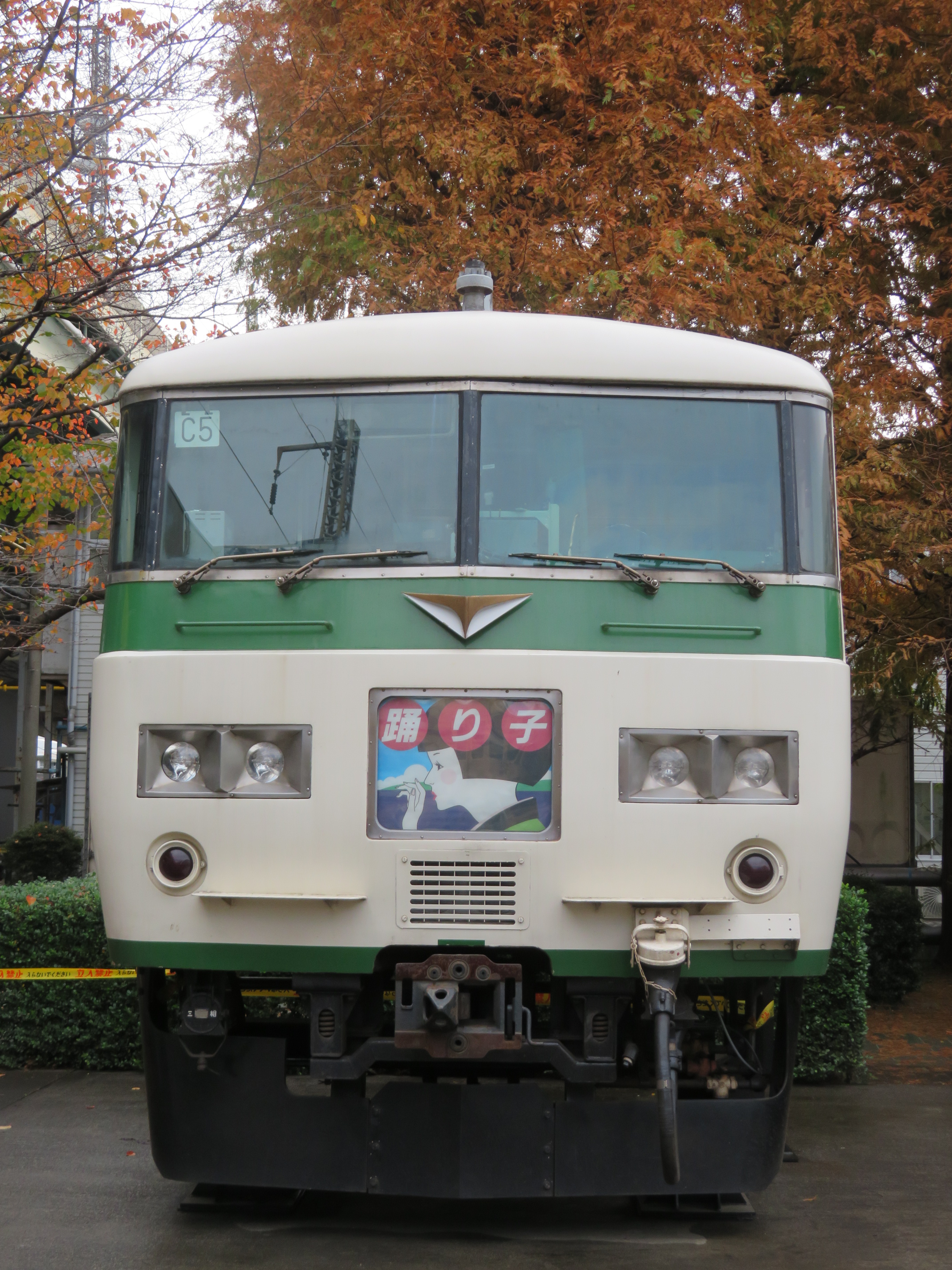